# Historia de Aragón

Localización de Aragón en España.

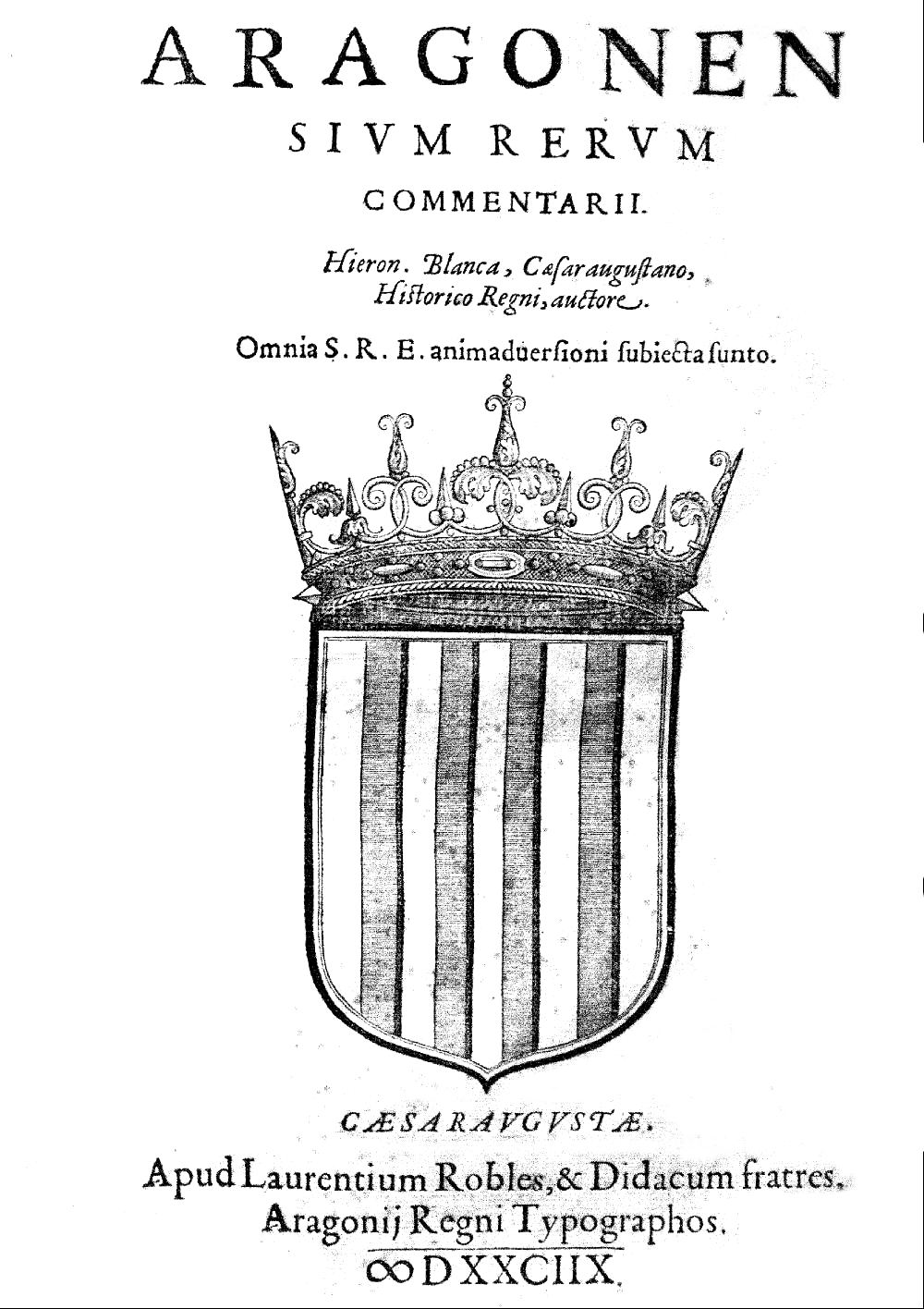
Portada de la obra histórica de Jerónimo Blancas, Aragonensium rerum comentarii, Zaragoza, Lorenzo y Diego Robles, 1588. En el frontispicio aparece un escudo de Aragón formado por el señal real con corona abierta al timbre, ya identificado como escudo privativo del reino, y que según la creencia del propio autor de la obra Jerónimo de Blancas y Tomás era originaria de los Condes de Barcelona: «fueron preferidas las armas de Barcelona a las reales de Aragón». Autores como Udina i Martorell o Fluvià i Escorsa han empleado de modo «anacrónico y abusivo» el argumento de autoridad en defensa del origen condal del emblema al apoyarse en las creencias habituales del siglo XVI que fueron promovidas por Pedro IV el Ceremonioso, y que en ningún caso son prueba del origen del escudo de armas.

La historia de Aragón ha estado marcada por su condición de encrucijada, al ocupar un solar del noreste de la península ibérica que ha servido de puente entre la costa mediterránea, el centro peninsular y las costas del mar Cantábrico. La presencia humana en las tierras que hoy forman la comunidad autónoma data de hace varios milenios, pero Aragón, como muchas de las actuales nacionalidades históricas, es fruto de la Edad Media.
En el siglo VIII, con base en la invasión musulmana de la Hispania visigoda y el consecuente hundimiento del Estado visigodo surgen diversos reductos cristianos de resistencia al islam, entre ellos el futuro embrión de Aragón. En el siglo IX un reducido territorio ubicado entre los valles de Canfranc y Hecho tutelado por el Reino de Pamplona y a la sombra del Imperio carolingio tomaría el nombre del río Aragón, denominación que está documentada por primera vez en el año 828, y daría comienzo por tanto a la historia de Aragón. Con el paso del tiempo Aragón iría ampliando fronteras durante los siglos en los que primero fue Condado, luego Reino, definiendo unos límites territoriales que se conservan en la actualidad. A continuación se detalla la historia de Aragón en las distintas épocas.

## Prehistoria

### Paleolítico

Paleolítico en Aragón.

Los más antiguos testimonios de vida humana en las tierras que hoy componen Aragón, se remontan a la época de las glaciaciones, en el Pleistoceno Medio, hace unos 600 000 años. Esta población nos dejó la industria Achelense que encontró sus mejores armas en los bifaces de sílex o los hendedores de cuarcita; restos de ellas encontramos en las terrazas de San Blas en Teruel, en la zona de Cauvaca de Caspe, en el Barranco de Arbolitas de Borja y en los alrededores de Calatayud, en la zona de Miedes; el valle del Jalón fue uno de los más frecuentados por el hombre paleolítico.
Con la llegada de la glaciación de Würm en torno al 80 000 a. C., aparece un nuevo tipo humano, el hombre de Neandertal, del que se conservan varios molares procedentes de la cueva de los Moros de Gabasa. Desarrolló la cultura Musteriense, que ocupa todo el Paleolítico Medio, hasta el 40.000 a. C. aproximadamente; esta cultura se caracteriza por una industria de sílex a base de puntas, raederas y denticulados, junto con una incipiente industria ósea. Existen en Aragón tres cuevas con importantes yacimientos musterienses: Eudoviges de Alacón en Teruel, la Fuente del Trucho de Colungo y los Moros de Gabasa en Huesca.
El Paleolítico Superior comienza en torno al 40 000 a. C. y aparecen dos nuevas culturas: Solutrense y Magdaleniense.
La Solutrense está representada en la cueva de Chaves, en Bastarás (Huesca) donde desarrollaron una industria a base de puntas de escotadura, raspadores y buriles.
Los magdalenienses dejaron una industria ósea de azagayas y una lítica de hojitas de dorso y abundantes raspadores y buriles.
La cabra y el conejo fueron el alimento básico de estas gentes, aunque es probable que se dedicaran también a la pesca.

### Epipaleolítico
(mapa)
El Epipaleolítico se centra en el Bajo Aragón, ocupando la época entre el séptimo y el quinto milenio. Presenta una industria de tipo geométrico y de tamaño microlítico, destacando las formas de triángulos, trapecios y medias lunas.
El hábitat es un abrigo rocoso amplio, no muy profundo, orientado al sol y dominando los ríos Matarraña o Algás. Se sitúan en la provincia de Teruel (Botiquería dels Moros y Els Secans en Mazaleón) o en la de Zaragoza (La Costalena en Maella, el Serdá y el Sol de la Piñera en Fabara).
La economía de estas poblaciones sigue siendo depredadora, dedicándose a la caza y a la recolección.

### Neolítico
(mapa)
En la primera mitad del quinto milenio antes de Cristo apareció un nuevo modo de vida basado en una economía de productores, conocedores de la agricultura y la ganadería, que continúan cazando animales como una actividad complementaria.
La existencia de molinos de mano, de piedra dura, atestiguan la actividad de la molienda, del mismo modo que algunas hachas pulimentadas presentan en el filo huellas de haber sido usadas como azuelas para labores agrícolas.
Se encuentran restos neolíticos en las Sierras Exteriores oscenses y en el Bajo Aragón.
El Eneolítico se caracteriza por dos fenómenos: el afianzamiento de las construcciones megalíticas y la extensión de la cultura de vaso campaniforme.
La Provincia de Huesca presenta dos núcleos megalíticos importantes: el Prepirineo de las Sierras Exteriores y los altos valles pirenaicos.

### Edad del Bronce
La cueva del Moro de Olvena, en la que aparecen once puntas de flecha de hueso, con dataciones de los siglos XVI y XV a. C., representa el mejor exponente de la edad del Bronce Antiguo.
En el Bronce Medio se sitúan los importantes yacimientos de la comarca de Monzón: tozal Marcullo, Pialfor, Conchel, Morilla y tozal Franché, con más de doscientas hachas pulimentadas en sus alrededores. Las cerámicas son lisas, algunas con apéndice de botón en el asa y carenas medias y bajas. Entre los elementos metálicos destacan los punzones de sección rectangular y un puñal triangular con engrosamiento central y dos remaches. También en la cuenca del río Sosa están documentados varios poblados, al igual que en el Bajo Cinca y Alcanadre.

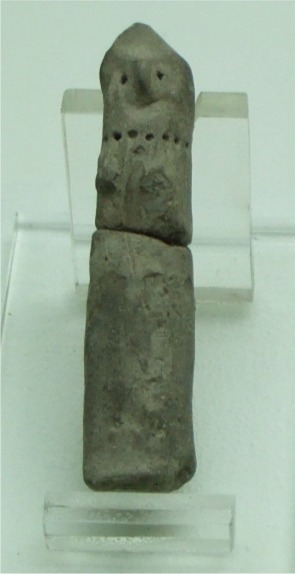
Figura femenina, terracota. Bronce Final. 650-500 a. C. Fuentes de Ebro (Zaragoza).

Las hojas de hoz de sílex son muy frecuentes, lo cual confirma una intensa actividad agrícola.
En la Sima de la Aldehuela la peculiaridad más característica vino marcada por ser un hábitat en cueva profunda.
El Bronce Final comienza en Aragón en torno al 1100 a. C. con la llegada de la cultura de los campos de urnas. Se trata de gentes indoeuropeas, con un supuesto origen en el Centro de Europa, que incineran a sus muertos colocando las cenizas en una urna funeraria. Existen ejemplos en la Cueva del Moro de Olvena, la Masada del Ratón de Fraga, Palermo y el Cabezo de Monleón en Caspe.
Desde el punto de vista metalúrgico parece existir un auge dado el aumento de moldes de fundición que se localizan en los poblados.

### Edad del Hierro
En Aragón durante la Edad del Hierro hay una continuidad en la ocupación de los poblados y utilización de las mismas necrópolis de los pastores, agricultores y ceramistas de la edad anterior.
La Edad del Hierro es la más importante, puesto que a lo largo de los siglos que dura se constituye el verdadero sustrato de la población histórica aragonesa.
La llegada de centroeuropeos durante la Edad del Bronce por el Pirineo hasta alcanzar la zona bajoaragonesa, supuso una importante aportación étnica que preparó el camino a las invasiones de la Edad del Hierro. Por otro lado están las aportaciones mediterráneas. Su actividad comercial va a constituir un poderoso estímulo para la metalurgia del hierro, fomentando la modernización del utillaje y del armamento indígena, sustituyendo el antiguo bronce por el hierro. La presencia de productos fenicios, griegos y etruscos en yacimientos aragoneses se constata en las vasijas del Piuró del Barranc Fond y San Cristóbal de Mazaleón y en las importaciones griegas de Cretas, Azaila y Calaceite.
En el siglo VI a. C. existen seis grupos con distinta organización social: vascones, suessetanos, sedetanos, iacetanos, ilergetes y celtíberos citeriores.
Son grupos iberizados con tendencia a la estabilidad, fijando su hábitat en poblados duraderos, con viviendas que evolucionan hacia modelos más perdurables y estables. Tenemos en Aragón muchos ejemplos, entre los que destacan Cabezo de Monleón en Caspe, Puntal de Fraga, Roquizal del Rullo o Loma de los Brunos.
El tipo de organización social estuvo basado en el grupo familiar, constituido por cuatro generaciones. Sociedades autosuficientes en las que la mayor parte de la población se dedicó a actividades agrícolas y ganaderas. En el ámbito ibérico el poder fue monárquico, ejercido por un rey; existía una asamblea democrática con participación de la población masculina.
Existieron diferenciaciones sociales visibles y estatutos jurídico-políticos establecidos.

## Historia antigua

### Romanización

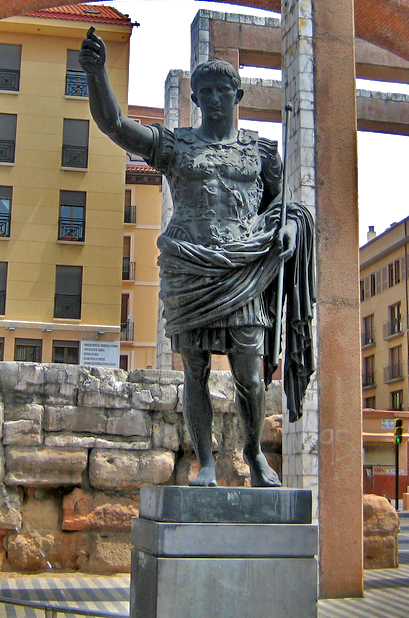
Augusto de Prima Porta en bronce junto con restos de muralla en la Puerta de Toledo de Zaragoza.

Las tierras aragonesas vieron llegar con rapidez a los romanos, que progresaron con facilidad hacia el interior. Ello determinó de inmediato la extensión de la actividad romana contra sus ciudades como Hibera, capital de los ilercavones.
El regreso de Escipión a Roma y su sustitución por nuevos mandatarios empezó a institucionalizar un auténtico ejército de ocupación que variaría pronto su actitud para mostrar su verdadera faz.
Los ilergetes toleraron mal la presencia romana y mucho peor la ubicación de sus ejércitos. La caída de los ilergetes Indíbil y Mandonio en la revuelta que protagonizaron con otros pueblos del valle en el 205 a. C., junto con la derrota del primer frente indígena organizado, cambió el rumbo de la dominación. Guerras y pactos de ilergetes y suessetanos contra Roma se saldaron con victorias para la última, con tributos y exacciones que marcaron el comienzo de una política opresiva.
En el reparto territorial que hizo Roma de Hispania, Aragón quedó incluida en la Hispania Citerior. En el año 197 a. C., Sempronio Tuditano es el pretor de la Citerior y hubo de hacer frente a un levantamiento general en sus territorios que terminó con la derrota romana y la propia muerte de Tuditano. Ante estos hechos el Senado envió al cónsul Marco Porcio Catón con un ejército de 60 000 hombres. Los pueblos indígenas de la zona estaban sublevados, menos los ilergetes que negociaron la paz con Catón. La trascendencia de las campañas de Catón fue la clave de la pacificación del Ebro.
La actitud romana de asegurar territorio y comenzar su explotación es duramente contestada por los indígenas año tras año. El 194 a. C. ve un levantamiento general con eliminación de la mitad del ejército romano. El 188 a. C. Manlio Acidino, pretor de la Citerior, debe enfrentarse en Calagurris con los celtíberos, en el 184 a. C. Terencio Varrón lo hizo con los suessetanos, a los que tomó la capital, Corbio. Comienza a ser habitual el regreso de los generales de Hispania con cantidades ingentes de metales preciosos.
Adscrito a la provincia Tarraconense, este territorio formó parte, casi en su totalidad, del convento jurídico caesaraugustano (mapa.) La estabilización con César es el preludio de la eficaz administración romana que inauguró luego Augusto.
A mediados del siglo III comenzó la decadencia del Imperio romano. Entre los años 264 y 266 los francos y los alamanes, dos pueblos germánicos, cruzaron el Rin, que era la frontera norte del Imperio, y asolaron Francia; pasaron los Pirineos y llegaron hasta Tarazona, a la que saquearon.
En la agonía del Imperio surgieron grupos de bandidos que se dedicaron al pillaje. El valle del Ebro fue asolado en el siglo V por varias bandas de malhechores llamados bagaudas.

## Edad Media

### Visigodos
(mapa)
La región quedó integrada en el reino visigodo, quedando expuesta a las incursiones de los vascones rebeldes y de los vecinos francos.
No se dispone de documentación específica referida a los territorios del actual Aragón integrados en la administración visigoda, lo que obliga a hacer extensiva a sus núcleos la información general, de procedencia legal y conciliar, sobre los cuadros organizativos. En conjunto se puede afirmar que la ordenación visigoda se basó en la perduración de lo romano y en el modelo bizantino.

### Árabes

Organización territorial del Califato de Córdoba

En la primavera del año 711 y como parte del proceso de expansión del islam, contingentes árabes y bereberes se lanzaron a la conquista del Valle del Ebro, que ocuparon rápidamente y no abandonaron hasta cuatro siglos más tarde. (mapa)
Considerada como una zona fronteriza, el conjunto de tierras del valle medio del Ebro pertenecía a la Marca Superior o Marca Extrema (mapa), de la que el actual Aragón ocupaba su parte central. Fue una región eminentemente agrícola, en la cual ni la ganadería ni la artesanía, con productos de lujo como pellizas, alcanzaron un desarrollo importante.
Antes de la época de los reyes de taifas esta zona estaba encabezada por un jefe de la Marca, nombrado por el poder cordobés, que residía en Zaragoza. De este personaje dependían los gobernadores de los distintos distritos, nombrados, al menos hasta el siglo X, por el califa.
Desde el punto de vista geográfico, las tierras hoy aragonesas solían estar repartidas en varios distritos, como fueron Zaragoza, Huesca, Calatayud, Boltaña y la región del río Piedra y de Molina. En el valle bajo del Cinca, las fortalezas de Monzón y Fraga dependían del distrito de Lérida.
Se desarrollaron importantes luchas entre los propios jefes musulmanes, árabes o muladíes por esforzarse, cada uno de los clanes, en incrementar sus dominios y su área de influencia. La posición extrema de la región con respecto al resto de al-Ándalus concedió rápidamente a la Marca Superior una cierta autonomía política, hasta el punto de que los emires y luego los califas se contentaron con exigir simples muestras de lealtad por parte de los gobernantes musulmanes, otorgándoles una autoridad casi sin límites, pero las numerosas intervenciones militares (los soberanos omeyas comisionaban a sus generales para aplastar rebeliones y en algunos casos se vieron forzados a intervenir personalmente) indican que el poder central tenía la firme intención de seguir siendo el dueño incontestable.

### Taifa de Zaragoza

Máxima extensión de la Taifa de Zaragoza con Al-Muqtadir (1080).

La guerra civil en Córdoba, a principios del siglo XI, no dejó de afectar a la región y, como en el resto de la España musulmana, el derrumbamiento de la dinastía Omeya condujo a la constitución de un estado independiente o taifa. El reino de Zaragoza fue uno de los más brillantes de al-Ándalus durante casi un siglo. Los tuyibíes, clientes de los omeyas, siguieron siendo los dueños de la Marca Superior hasta 1038, en que los Banu Hud llegaron al poder (mapa).
Sobre el Pirineo aragonés oriental, en los valles de los ríos Ésera e Isábena, había surgido el condado de Ribagorza, vinculado al reino franco durante el siglo XI, y junto con el condado de Sobrarbe (mapa) fue anexionado por el rey pamplonés Sancho el Mayor (1005-1035). Gracias al cobro de parias, hizo de Navarra el primer gran Estado cristiano. Justamente cuando el califato cordobés se estaba desmoronando, el monarca navarro se apoderó también de Castilla, ensanchó el reino a costa de León, en cuyos asuntos intervenía, e incluso obtuvo el vasallaje del conde de Barcelona.
- Véase también: Taifa de Saraqusta

### Ocupación cristiana
Las acciones fronterizas de las tropas francas suscitaron el alzamiento contra el islam de los valles pirenaicos, cuyos pobladores seguían siendo cristianos; se formó sobre el curso alto del río Aragón (Hecho, Canfranc), el pequeño condado de Aragón, que si en un principio fue franco, en el S. IX ya se había independizado bajo el gobierno del conde indígena Aznar I Galíndez.
El afianzamiento de la dinastía condal de Aragón en la figura de Andregoto Galíndez y su matrimonio con el rey de Pamplona García Sánchez I, condujo a la unión de ambas entidades políticas, pero conservando Aragón una cierta personalidad que había sido reforzada por el renacer de la vida monástica y la organización de una diócesis coincidente con los límites del condado.

### Reino de Aragón

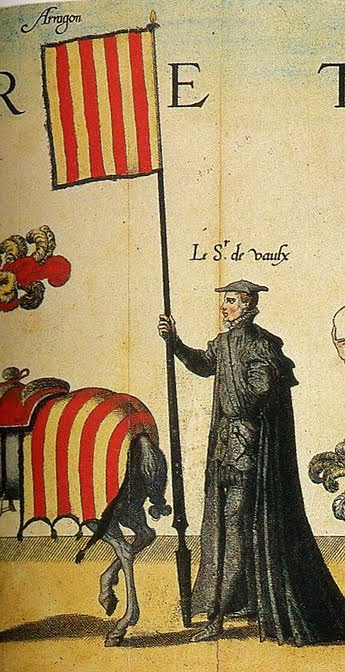
Guion y caballo engualdrapado con el emblema heráldico del Reino de Aragón privativo, en las exequias por la muerte de Carlos I de España y V como emperador del Sacro Imperio Romano-Germánico. Calcografía coloreada. Jérôme Cock, dibujo; Jean y Luc de Dovar; grabadores. La Magnifique, et sumptueuse pompe funèbre faite aus obceques, et funerailles du très grand, et très victorieus empereur Charles Cinquième, celebrées en la Ville de Bruxelles le XXIX. jour du mois de décembre M.D.LVIII par Philippes Roy Catholique d’Espaigne son fils, Anveres, Cristóbal Plantino, 1559, LÁM. 19.

Ramiro I (1035-1063), instituyó por primera vez un reino de Aragón que había heredado y liberado de la tutela navarra, llegando a abarcar ya toda la vertiente hispánica del Pirineo Central (mapa).  Una norma en su testamento, por la que se impedía repartir entre todos los hijos el patrimonio real, permitió la gran expansión de este reino.
Sancho Ramírez (1063-1094) se hizo vasallo del papa y le pagó tributo, impulsó vigorosamente el avance de las fronteras aragonesas hacia el Sur, a costa del floreciente reino musulmán de Zaragoza, constituido sobre el Ebro central después de la disgregación en taifas del califato de Córdoba. (mapa)
La incorporación del reino de Pamplona (1076) (mapa) aumentó la potencia ofensiva de los reyes aragoneses, y Pedro I (1094-1104) pudo ocupar las ciudades de Huesca y Barbastro, donde fueron trasladadas las sedes episcopales de: Jaca y Roda
Alfonso I el Batallador (1104-1134), en el curso de pocos años, con la valiosa colaboración de la nobleza feudal del sur de Francia, conquistó los núcleos urbanos y comarcas de Zaragoza, Tudela, Tarazona, Calatayud y Daroca, cambiando de este modo radicalmente las estructuras sociales y los horizontes espirituales del pequeño reino de montañeses que hasta entonces había sido Aragón. (mapa)
El singular testamento del rey Batallador, quien había fracasado en su matrimonio con la reina leonesa doña Urraca y no tuvo descendencia, determinó la separación del Reino de Navarra.
El reinado de Ramiro II el Monje (1134-1157) fue breve y marcado por el problema de sucesión que se plantearía a su muerte. Su solución fueron los desposorios de doña Petronila, hija de Ramiro II, a la edad de un año con el conde de Barcelona Ramón Berenguer IV.

### Corona de Aragón
Al morir Alfonso I sin hijos, el Reino de Aragón pasaba dificultades ya que Navarra se separaba y parte del reino incluyendo Zaragoza había sido ocupado por el rey de Castilla, Alfonso, que reclamaba el trono. La nobleza aragonesa, recelosa de Castilla, nombró rey al hermano de Alfonso I, Ramiro, un monje. En menos de un año, Ramiro abandonó el monasterio, se casó con una mujer, y tuvo una hija, Petronila, y le buscaron un marido. Pactaron esposarlo con Ramón Berenguer IV, conde de Barcelona, formando así una unión dinástica. Se casaron en 1134, cuando Ramón Berenguer tenía veintiséis años y Petronila dos años. De esta forma Aragón obtenía una salida al mar, y se evitaba una posible asimilación futura por parte del reino de Castilla, debido a la gran extensión en la península ibérica de Castilla.  También, a diferencia de Castilla, los condados catalanes tenían una tradición pactista donde el rey gobernaba de acuerdo con la nobleza. Los condados catalanes, por otro lado, conseguían situar en medio un aliado contra un enemigo potencial como el Reino de Castilla, y un aliado al lado contra otro enemigo potencial, el Reino de Francia. Del matrimonio nació Alfonso II, que heredaría los dos territorios.
Alfonso II (1164-1196), puede ser considerado el primer monarca de la Corona de Aragón así instituida, que conservaría siempre la denominación del primitivo reino formado en los Pirineos. Alfonso II se liberó del vasallaje que, por las tierras conquistadas en tiempos de Alfonso I, debían los monarcas aragoneses al rey de Castilla.
Jaime I el Conquistador (1213-1275), agregó a su corona los reinos de Mallorca y Valencia. Al tomar la taifa valenciana, el monarca cerraba el capítulo de las conquistas aragonesas en la Península, ratificado el año 1244 por el Tratado de Almizra, que marcaba los límites de expansión de cada monarquía y dejaba el reino de Murcia dentro de la órbita castellana; a la vez que renunciaba a sus derechos en el sur de Francia en el Tratado de Corbeil (1258). La Corona aragonesa jamás conseguiría eliminar las fronteras internas que, a causa de los antagonismos de sus oligarquías, separaban a catalanes, aragoneses y valencianos. Empujada por el comercio y dueña de las Baleares, la Corona de Aragón buscará en adelante la expansión mediterránea, aventura imperialista heredada luego por la monarquía española. (mapa)
El avance hacia Valencia introdujo en la sociedad cristiana una gran diversidad étnico-religiosa, sustrato de futuros conflictos sociales y culturales. Jaime I permitió a través de capitulaciones que una parte de los musulmanes permanecieran en los territorios recién adquiridos.
Dedicados a la artesanía o al campo, los mudéjares constituyeron una parte importante de la fuerza de trabajo de Aragón.
Pedro III el Grande (1276-1285), depositario, por parte de su mujer Constanza, de ciertos derechos sobre la Italia meridional, aprovechó las llamadas “Vísperas sicilianas” (1282) para adueñarse de Sicilia e iniciar con ello una pujante política de expansión marítima de la Corona de Aragón, que respondía perfectamente a los intereses mercantiles de los navegantes catalanes en las costas del Mediterráneo. En las Cortes de Ejea (1265) se configuró jurídicamente una de las figuras más singulares de Aragón: el cargo del justicia mayor, que con el tiempo tendría autoridad incluso sobre el rey en la aplicación de los Fueros de Aragón.
La habilidad política de Jaime II (1291-1327) le valió la investidura de Córcega y Cerdeña. En este tiempo un ejército de mercenarios almogávares intervino activamente en los asuntos del imperio bizantino, apoderándose de los ducados de Atenas y Neopatria, que fueron aragoneses hasta 1388.
Al fallecer sin sucesión directa el rey Martín el Humano (1395-1410), y para resolver los casi dos años de interregno los representantes parlamentarios de Aragón, Valencia y Cataluña arbitraron un original procedimiento electivo, Compromiso de Caspe en 1412, en el que designaron como nuevo monarca a Fernando I (1412-1416), miembro de la dinastía castellana de los Trastámara.
Alfonso V el Magnánimo (1416-1458) reanimó y llevó a su apogeo la hegemonía aragonesa en el Mediterráneo Central; conquistó el reino de Nápoles, se convirtió en árbitro del complejo mundo político italiano de su época e intentó, por otra parte, frenar el avance de los turcos otomanos por el SE. de Europa.

Recreación de la composición heráldica del frontispicio de la obra de Jerónimo Zurita, Historia del rey don Fernando el Católico, Zaragoza, Diputación General del Reino de Aragón; Portonariis, 1580; esta plancha xilográfica será empleada posteriormente en varias ediciones de la Generalidad de Aragón de Fueros. Es versión de la labra que ornamentaba el palacio de la Diputación del Reino de Aragón. Muestra el escudo llamado de Íñigo Arista y el de Alcoraz protegidos por ángeles tenantes que sostienen el Señal Real timbrado con cimera del rey de Aragón.

Juan II (1458-1479), rey también de Navarra por su primer matrimonio, supo vencer, tras largos años de guerra civil, una violenta insurrección de Cataluña, que puso en peligro la unidad de la Corona de Aragón en un periodo de crisis económica y de graves convulsiones sociales (impuso la obediencia a la Corona en unas capitulaciones firmadas en Pedralbes en 1472). Tuvo que abandonar los condados del Rosellón y la Cerdaña, pero sentó las bases de la futura monarquía española al lograr casar en 1469 a su hijo Fernando (ya rey de Sicilia desde 1468) con la heredera de Castilla Isabel.
Convertida en reina, Isabel I de Castilla (1474), Fernando II accedió al trono de la Corona de Aragón en 1479.

### Reyes Católicos
Bajo el reinado de los Reyes Católicos la política exterior de la Corona de Aragón se funde con la de Castilla; pero cada una de las regiones, reinos de Aragón y Valencia y principado de Cataluña, conservó su autonomía interna con sus instituciones privativas y sus propias Cortes.
La unión personal de Isabel y Fernando, cuyo matrimonio se celebró en 1469, en Valladolid, fue el inicio de la castellanización de la monarquía. La Inquisición se introdujo en Aragón entre 1482 y 1484, desde Castilla, como una buena solución castellana, lo mismo que en 1492 fueron obligados al exilio todos los judíos y falsos conversos (unos 6000 salieron de Aragón), so pena de perder su vida. En apenas tres meses todas las juderías de las ciudades aragonesas quedaron abandonadas; se perdió un importante contingente de población entre la que había profesionales muy cualificados. En 1516 murió Fernando, que reinó 37 años en Castilla y vivió 33 meses en Aragón, llamado por muchos historiadores el mejor rey de Castilla.
En cuanto a la aventura americana aragonesa, no fue importante en cantidad, pero sí decisiva. Gabriel Sánchez, Tesorero real de Aragón, recomendó a Colón ante el rey Fernando. El testamento de la reina Isabel que prohibía el trasiego de extranjeros a las Indias afectó a la presencia de aragoneses que necesitaban de permiso. Pero esta prohibición no debió ser muy efectiva, ya que, según la Enciclopedia Aragonesa, desde el fallecimiento de la reina en 1504, hasta que Felipe III concede el libre acceso a Indias a todos los súbditos de su monarquía, según los datos de la Casa de Contratación, hay súbditos de la Corona de Aragón que participan en la conquista y colonización de las Indias. Ya tan pronto como en 1527 Juan de Ampiés, zaragozano, funda Coro (Venezuela).
Fue a fines del siglo XV cuando se consolidaron las instituciones aragonesas, y fue entonces cuando los dirigentes políticos aragoneses comenzaron a dar una serie de pasos para lograr que la mayoría de los aragoneses se identificaran con el reino y con el territorio.
En 1499 la Diputación General de Aragón estableció el escudo heráldico que, desde entonces, ha identificado a Aragón como su principal emblema iconográfico.
En 1504 se decretó en Castilla la conversión obligatoria o la expulsión de los mudéjares, pero la nobleza aragonesa que basaba buena parte de su riqueza en la mano de obra mudéjar (unos 30 000, que trabajaban los campos, alfarería y madera), no permitió que se aplicara en Aragón.

## Edad Moderna

### SigloXVI

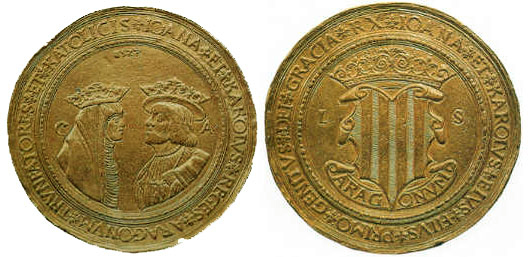
Cien ducados de oro de Juana y Carlos.

Fernando II murió en 1516, y heredó el trono de Aragón su nieto, Carlos I de España. El viejo reino de Aragón no era sino un pequeño país que en el fogaje de 1495 contaba con poco más de 210 000 habitantes, 51 540 fuegos, apenas desarrollado y con una clase dirigente más preocupada por sus intereses particulares que por el bienestar del reino.
En 1526 se obligó a los mudéjares a convertirse al cristianismo pasando a denominarse moriscos. En Aragón el bautismo no produjo ningún cambio en sus vidas, ya hablaban y vestían como cristianos; una vez bautizados cumplían externamente, pero internamente seguían siendo musulmanes.
La expansión de las competencias de la Inquisición, más allá de lo puramente religioso, violentó las leyes y el derecho aragonés. Fue un instrumento que utilizaron los monarcas para socavar las libertades y protecciones ofrecidas por los fueros de Aragón y para implantar una justicia bajo su propio control.
Era una sociedad muy jerarquizada y férreamente dividida en estamentos (grupos sociales): nobles, caballeros, infanzones, hidalgos, clérigos, ciudadanos de muy diversa condición, e incluso siervos sujetos a la tierra y sometidos al régimen feudal que imponían sus señores.
El siglo XVI fue de desarrollo económico, y sobre todo de crecimiento demográfico, propiciado por el final de las epidemias de peste que habían diezmado la población en los siglos XIV y XV.
En 1592, después de la represión de las Alteraciones de Aragón, incluyendo la ejecución del Justicia por orden del rey, se celebraron Cortes del reino en Tarazona; en ellas Felipe II de España obtuvo la potestad de destituir al Justicia a su voluntad, se prohibió a los diputados convocar a los municipios sin permiso real, el rey podría nombrar un virrey que no fuera natural del reino y se podría aplicar pena de muerte a quien convocara a los aragoneses en defensa de las viejas libertades forales; Felipe II extrajo de los aragoneses un tributo de 700 000 libras jaquesas.

### SigloXVII

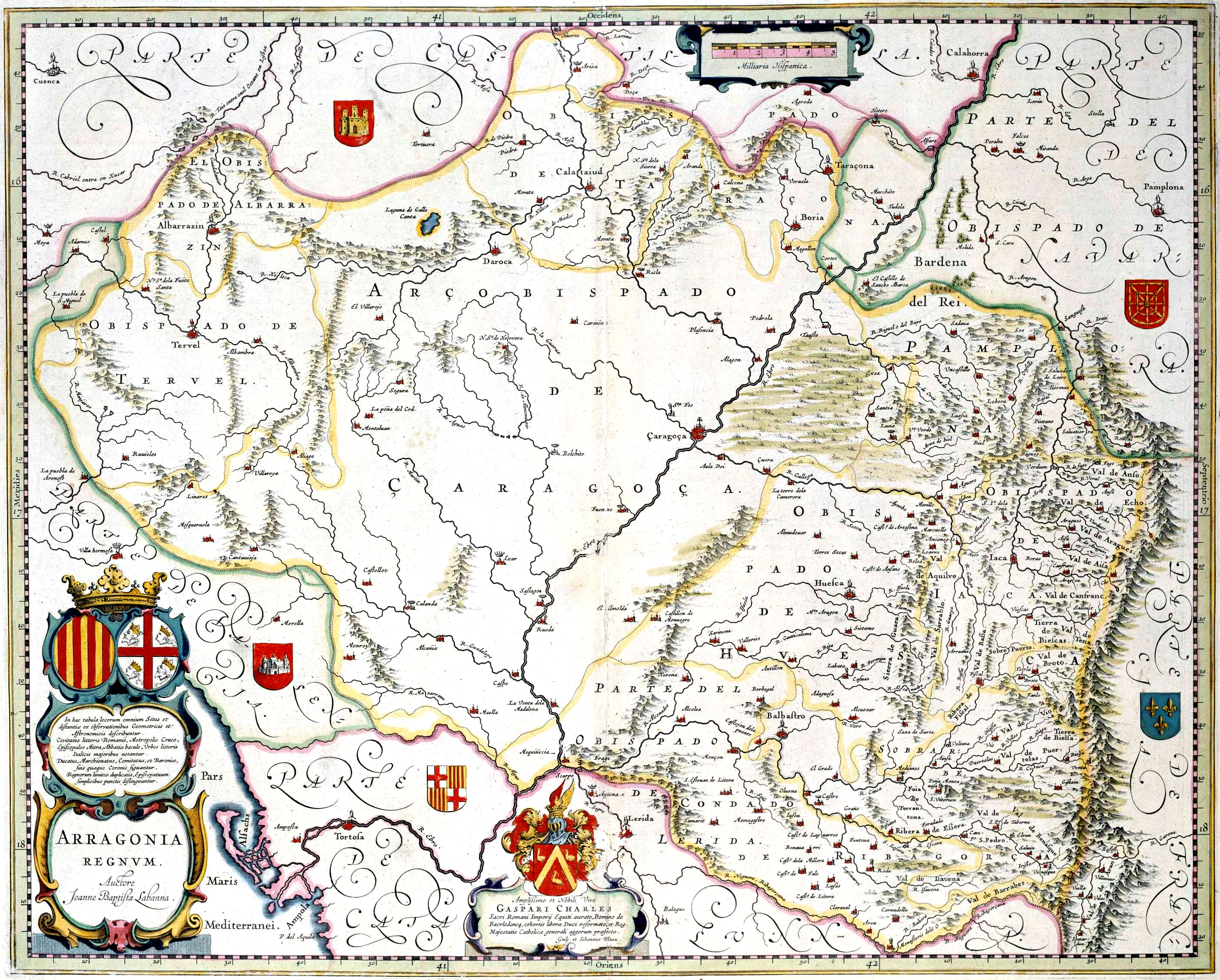
Aragonia Regnum. Mapa del Reino de Aragón (hacia 1640) creado por Juan Bautista Lavaña y editado por los hermanos Blaeu.

En 1610 Felipe III decretó la expulsión de los moriscos de todos los Reinos y Estados de la Corona de España, lo que repercutió en el Reino de Aragón con casi 70 000 exiliados; las zonas despobladas hubo que repoblarlas con franceses, navarros y catalanes; deshecho el tejido productivo, hizo perder muchas rentas.
La monarquía española puso todo su interés en acabar con todas aquellas referencias que recordaran el pasado del reino de Aragón.[cita requerida] Felipe III impidió que se reunieran las Cortes de Aragón durante todo su reinado, desde 1598 hasta 1621. Los aragoneses se mostraron indiferentes ante la pérdida de libertades y derechos políticos pero se revolvieron ante la situación social y económica que se creaba (pestes, hambre, guerras...).
Felipe IV de España, auspició la creación de la llamada Unión de Armas, un ambicioso plan que suponía la constitución de una milicia armada en la reserva, a la que Aragón hubiera aportado 10 000 hombres. Las Cortes de Barbastro de 1626 acordaron una aportación de solo 2000 hombres, pero aún ese menor número supuso un esfuerzo superior al que el reino se podía permitir, resultando en un endeudamiento creciente. En estas Cortes se volvió a manifestar la discordia entre la posición del rey y la de los estamentos aragoneses; las empresas de los Austrias obligaron a Aragón a aportar grandes cantidades de dinero; todo el territorio quedó en un grado de deterioro intenso que llevó a la mendicidad y el pillaje.
En 1641, desde Aragón, se movilizó un poderoso ejército para someter al principado de Cataluña que reivindicaba su derecho de autonomía; las pérdidas que supuso para Aragón esta guerra se vieron incrementadas por una desastrosa administración, unas deudas crecientes en todas las entidades públicas y una crisis social muy aguda.
A finales del siglo XVII, el rey Carlos II de España, seguía incrementando los impuestos para cubrir los gastos de las guerras en las que estaba involucrada España.

### SigloXVIII

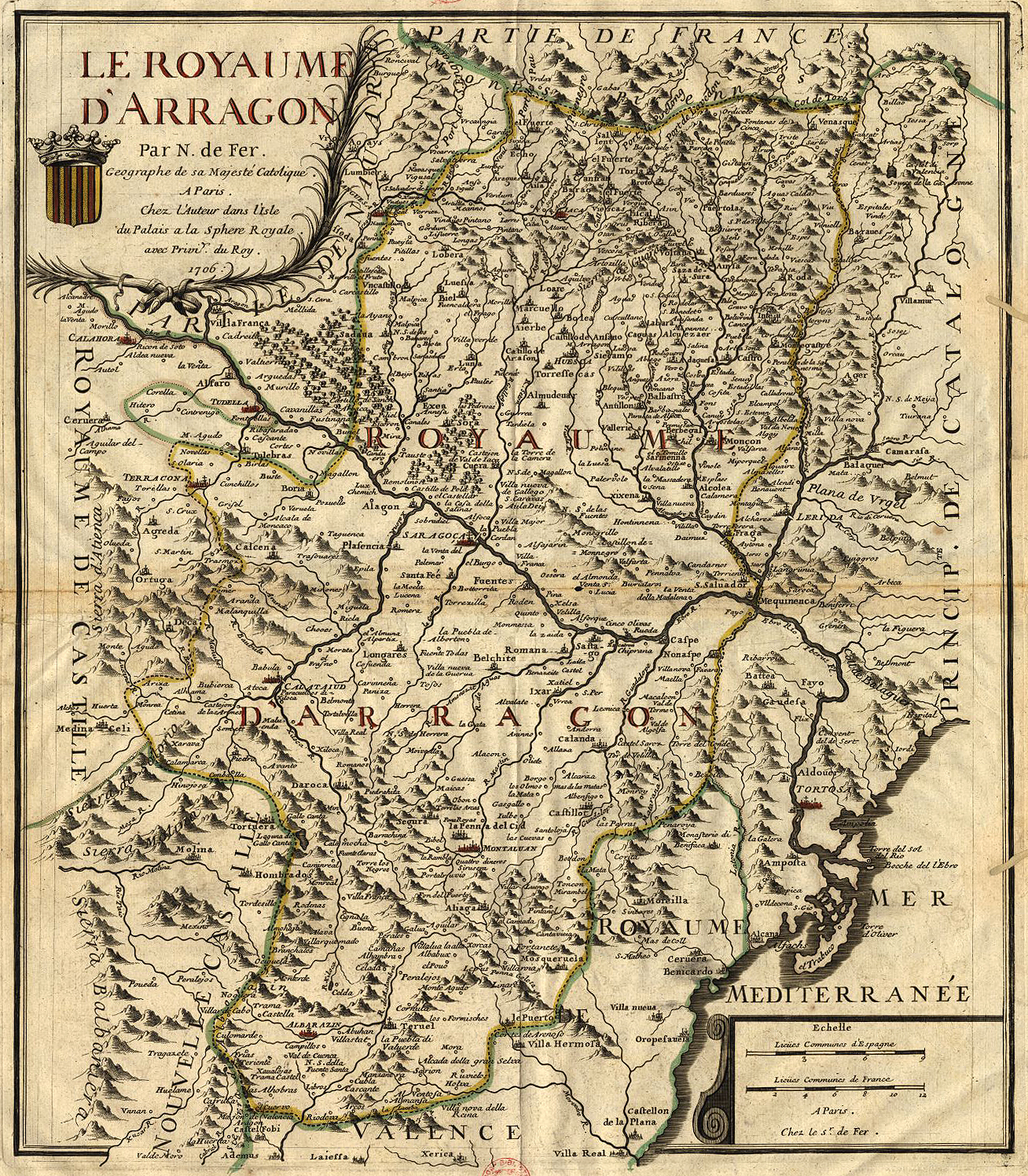
El Reino de Aragón con su escudo en un mapa francés de 1706.

En septiembre de 1701, el rey Felipe V de España fue jurado como nuevo rey de Aragón, al tiempo que acataba los fueros aragoneses; los aragoneses volverían a ratificarlo como rey en 1702, pero en 1705 se alzarían en armas (Guerra de Sucesión) a favor de Carlos de Habsburgo, salvo algunas localidades como Calatayud o Tarazona que mantuvieron su apoyo a Felipe V.
Victorioso Felipe V, en 1707 derogó los fueros de Aragón y suprimió sus instituciones particulares; restablecidas por Carlos de Habsburgo en un conato de victoria, fueron derogadas definitivamente en 1711, salvo el derecho civil entre particulares. Este fue el final de la Corona de Aragón que entró a formar parte de la unidad política, gobernada por las leyes de Castilla, decretada por Felipe V.
Aragón seguía sumido en una profunda crisis económica, pobreza y subdesarrollo, donde la propiedad de la tierra seguía siendo feudal; los pequeños propietarios se vieron obligados a vender sus tierras a los grandes latifundistas; los propietarios incrementaron la presión sobre sus campesinos. La situación se hizo insostenible.
Las malas cosechas entre los años 1763 y 1766 produjeron la falta de abastecimiento en las ciudades, que terminaron en la revuelta social.
Aragón a fines del siglo XVIII era un país lleno de contradicciones: motines y escasez, pero obras públicas e ilustrados; es el siglo del Canal Imperial de Aragón y Goya.
Este pueblo, a finales de esta centuria, era el primer productor de trigo de toda España.

## Edad Contemporánea

### SigloXIX
En marzo de 1808 abdicó Carlos IV de España y Napoleón aprovechó para invadir España. Las masas populares recibieron armas de la capitanía general, organizando el general Palafox la defensa ante la avalancha francesa. Zaragoza resistió dos sitios, rindiéndose tras el segundo, en 1809. Huesca ya estaba ocupada y a mediados de 1809 todo Aragón era gobernada por los generales y corregidores franceses.
Al terminar la guerra de la Independencia en febrero de 1814, Aragón estaba destruido y con una población empobrecida.
El rey Fernando VII de España no acató la Constitución de Cádiz de 1812, abriéndose un periodo en el que triunfaron los absolutistas.

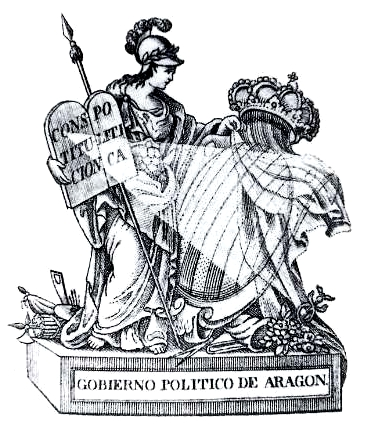
Emblema alegórico del Gobierno Político de Aragón del Trienio Liberal (1820). La Constitución Política ilumina un escudo de Aragón con corona real cerrada.

Proclamada la Constitución en 1820, comenzó el llamado Trienio Liberal, en que los absolutistas boicotearon cualquier intento de modernización; se creó tal tensión que en 1822 el capitán general proclamó el estado de guerra; un ejército compuesto por varios miles de soldados franceses, los Cien Mil Hijos de San Luis, irrumpió en España, acabó con el gobierno liberal e impuso un régimen absolutista.
En 1833 murió Fernando VII, y en 1837 se abolieron los señoríos, los diezmos que se pagaban a la iglesia, y se produjo la Desamortización (provocó la ruina y abandono de los grandes monasterios).
En 1833, en la división provincial de Javier de Burgos, el territorio aragonés fue dividido en tres provincias: Huesca, Zaragoza y Teruel.
En las tres guerras carlistas entre 1833 y 1876, Aragón fue escenario de luchas entre carlistas e isabelinos; en la pérdida demográfica de Aragón sólo se salva Zaragoza, que hizo de motor económico de toda la región.
En 1852 se firmó el proyecto ferroviario de Zaragoza con Barcelona.
En septiembre de 1868 se formaron en Zaragoza, Huesca y Teruel sendas Juntas Revolucionarias que proclamaron el derrocamiento de la reina Isabel II; estalló la insurrección republicana.
En noviembre de 1870 las Cortes españolas proclamaban rey a Amadeo I de España; este suprimió los símbolos de Navarra y Aragón del escudo de España para cambiarlos por las armas de Saboya. El rey renunció a la corona de España en febrero de 1873.
La proclamación de la I República fue celebrada por los aragoneses; en las elecciones de mayo de 1873, todos los escaños que correspondían a Aragón fueron a parar al bando republicano.
En 1874 se restauró la monarquía en la figura de Alfonso XII. En 1883 se redactó un proyecto para la constitución del Estado Federal Aragonés, que no tuvo éxito.
Se revitalizó el estudio de Aragón y lo aragonés.

### SigloXX
Los primeros treinta años del siglo fueron de desarrollo agrícola, y aunque no aumentó demasiado la superficie cultivada, sí que hubo notables incrementos en la productividad.
La Exposición Hispano-Francesa de 1908, en Zaragoza, sirvió como escaparate internacional para dar a conocer los productos aragoneses; los abundantes edificios modernistas de principios de siglo, tanto en las ciudades como en el medio rural, son una buena muestra del desarrollo económico de estas décadas; es el nuevo estilo que triunfó entre la clase burguesa, que aprovechaba la abundancia de mano de obra barata para obtener cuantiosas plusvalías. Zaragoza concentró la mayor parte de talleres y fábricas, provocando un enorme desequilibrio demográfico en Aragón.
Hubo un desequilibrio político que se manifestó en huelgas, debidas a la gran conflictividad social y política, acentuada entre 1917 y 1923. Los sindicatos CNT y UGT alentaron juntos sus reivindicaciones sociales y laborales (alcanzando Zaragoza, en 1919, la máxima cota española de jornadas perdidas por huelgas). Los anarquistas asaltaron en 1920 el cuartel zaragozano del Carmen y ese mismo año dos empleados del ayuntamiento de Zaragoza fueron asesinados.

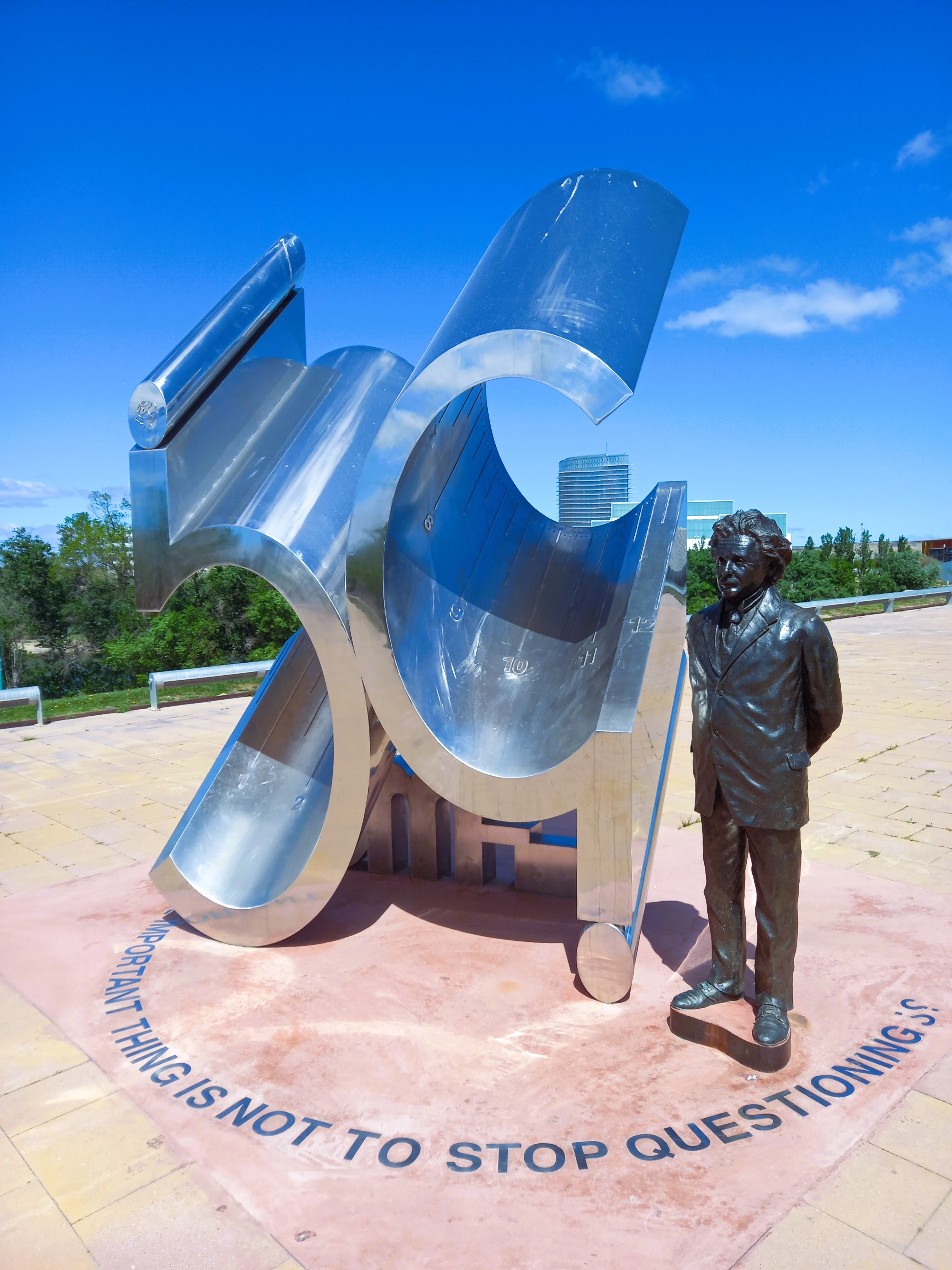
El año 1923 fue prolijo en acontecimientos en Aragón, destacar

El día 4 de junio de 1923, el cardenal-arzobispo de Zaragoza, Juan Soldevila, fue asesinado por dos pistoleros anarquistas.
El 13 de septiembre de 1923, el general Miguel Primo de Rivera, de acuerdo con el rey Alfonso XIII, dio un golpe de Estado y se hizo con el poder, hasta enero de 1930. La dictadura no fue demasiado estricta, se instauró la censura y se recortaron las libertades públicas, pero se produjo un gran desarrollo en la región, principalmente en: Comunicaciones por carretera y ferrocarril (se concluyó la línea de ferrocarril del Canfranc), política hidráulica (fundación de la Confederación Hidrográfica del Ebro y ampliación de la red de regadíos en 72 163 ha) y mejoras en los pueblos de las tres provincias (construcción de numerosos centros escolares y otras infraestructuras).
El 30 de octubre de ese mismo año, un amplio grupo de notables integrados en la Unión Regionalista Aragonesa, firmó un manifiesto de adhesión al dictador, condicionada al establecimiento de una amplia autonomía; y en el mes de diciembre presentaron un Proyecto de Bases para un Estatuto de la Región Aragonesa dentro del Estado español. Ninguna de las iniciativas fue tenida en consideración por el dictador.
En 1927 se creó la primera emisora de radio de la región, Radio Aragón.
En 1928 fue inaugurada la Academia General Militar en Zaragoza (cuyo primer director fue el general Franco). En ese mismo año, el rey de España, Alfonso XIII, Primo de Rivera y Gaston Doumergue, presidente de la República francesa Estación Internacional de Canfranc. En enero de 1930, Primo de Rivera es obligado por Alfonso XIII a dimitir, por el temor del rey a que el desprestigio de la dictadura afectara a la monarquía. El viernes 12 de diciembre de 1930, el capitán Fermín Galán sublevó en compañía de un significado número de oficiales y suboficiales a la tropa de los diferentes acuartelamientos de Jaca y proclamó la república. Dos días después fue derrotado por tropas leales al gobierno, juzgado y fusilado.
En 1931, el gobierno de la Segunda República Española no trajo la paz social y fue incapaz de controlar la situación; entre 1931 y 1934 hubo nueve huelgas generales. El 7 de junio de 1936 se presentó el Anteproyecto de Estatuto de Autonomía de Aragón, cuyo desarrollo se vería abortado por el conflicto armado inmediato.
En julio de 1936 estalló la Guerra Civil; el levantamiento militar contó con el apoyo de los principales propietarios, de la banca y de las fuerzas de derecha; en agosto de 1936, Aragón estaba dividido en dos zonas, después de que la rápida intervención de las milicias revolucionarias catalanas y valencianas recuperaran la zona oriental.
La asamblea convocada en Bujaraloz a finales de septiembre de 1936 por el Comité Regional de la CNT Aragón, con delegaciones de los pueblos y las columnas confederales, siguiendo las directivas propuestas del 15 de septiembre de 1936 en Madrid por el Pleno Nacional de Regionales de la CNT, de proponer a todos los sectores políticos y sindicales la formación de Consejos Regionales de Defensa vinculados federativamente a un Consejo Nacional de Defensa que haría las funciones del gobierno central, acuerda la creación del Consejo Regional de Defensa de Aragón.
A pesar de su origen revolucionario es regulado y legalizado el 6 de octubre por decreto del gobierno y celebra su primera asamblea el 15 de octubre del mismo año.
En el Aragón republicano, constituido el Consejo Regional de Defensa de Aragón con capital en Caspe, en muchos pueblos se proclamó el comunismo libertario; se constituyeron comités revolucionarios que asesinaron a derechistas, a propietarios rurales y a miembros del clero; por su parte, los militares persiguieron a los políticos de izquierdas, republicanos y a los sindicalistas, muriendo fusilados una gran parte de ellos. El 10 de agosto de 1937 tropas del ejército republicano ocupan militarmente el territorio administrado por el Consejo Regional de Defensa de Aragón, disolviéndolo. En Aragón se libraron algunas de las batallas más importantes de la Guerra Civil: la de Belchite, la de Teruel y la del Ebro. El último parte de guerra se dictó el día 1 de abril de 1939. En un Aragón maltrecho, la década siguiente fue de hambre, racionamiento, estraperlo... La resistencia republicana, encuadrada en la Agrupación guerrillera de Levante y Aragón, continuó combatiendo a la dictadura franquista durante esa década, y hasta su desaparición recibió una respuesta represiva que incluyó masacres como la de Monroyo.
En Zaragoza, en 1954, se estableció una de las bases americanas (a cambio Estados Unidos proporcionó a España alimentos y otras materias primas). En 1964 se creó en Zaragoza uno de los llamados Polos de Desarrollo. La dictadura de Franco abordó algunas grandes obras públicas e incluso se ampliaron los regadíos; se produjeron avances en política social: Seguridad Social, acceso de los jornaleros agrícolas a la propiedad, acceso a estudios superiores por medio de becas, universidades laborales, acceso a la propiedad de la vivienda mediante protección oficial. En 1967 fueron reprimidas con dureza las primeras revueltas estudiantiles.

#### Los años 60
1960
- Se funda la Organización Juvenil Española.

1961
- Inundaciones en la ribera del Ebro.
  - Luis Buñuel gana la Palma de Oro del festival de Cannes por su película Viridiana. La actriz Carmen Sevilla contrae matrimonio en la Basílica del Pilar de Zaragoza.

1962
- Fallece Florián Rey. Creación de la productora cinematográfica Moncayo Films.

1963
- Publicación en España de Crónica del Alba de Ramón J. Sender. Calamocha (Teruel) establece el récord —aún vigente— de la temperatura más fría registrada en la historia en España (30 grados bajo cero).

1964
- I Plan de Desarrollo. Zaragoza, Polo de Desarrollo.
  - El Real Zaragoza conquista su primer título europeo, la Copa de Ferias. Carlos Lapetra, campeón de Europa con la selección española de fútbol.

1965
- Carlos Saura dirige La caza. Colocación a ambos lados de la puerta principal del Ayuntamiento de Zaragoza de dos monumentales esculturas (San Valero y el Ángel custodio de la ciudad), obra de Pablo Serrano.

1966
- Se inaugura el embalse de Mequinenza. El turolense Mariano Navarro Rubio es nombrado gobernador del Banco de España. María Moliner publica el primer tomo del Diccionario del uso del español.
  - El Real Zaragoza gana su segunda Copa del Generalísimo.

1967
- Entrada en vigor la Compilación del Derecho Civil Aragonés.

1968
- El ministro Manuel Fraga inaugura Radio Nacional de España en Zaragoza.
  - Desaparición de la Orquesta Sinfónica de Zaragoza.

1969
- Ramón J. Sender, ganador del Premio Planeta por su novela En la vida de Ignacio Morel.

#### Los años 70
1970
- Cierre de la Universidad de Zaragoza por la agitación estudiantil ante el proceso de Burgos. Absorción del Banco Aragón por el Banco Central. Se cierra definitivamente el paso internacional por ferrocarril de Canfranc.
  - Se publica el primer número de Aragón Exprés.

1971
- Alerta sanitaria por el Cólera en Aragón. Es asesinado el cónsul francés en Zaragoza, víctima del Colectivo «Hoz y Martillo». Se funda el Frente Revolucionario Antifascista y Patriota (FRAP).

1972
- Se constituye la Comisión Aragonesa Pro Alternativa Democrática.
  - Se publica el primer número de Andalán.

1973
- Fallecen 23 personas Tragedia de la tapicería Bonafonte. La banda terrorista ETA asesina al presidente del Gobierno, Luis Carrero Blanco en Madrid.
  - Luis Buñuel primer español en ganar el Premio Óscar en la categoría mejor película extrantera por El discreto encanto de la burguesía. Primer Encuentro de la Canción Popular Aragonesa.

1974
- Publicación del anteproyecto de trasvase Ebro-Pirineo oriental. Se forma la Junta Democrática. Reunión de las tres Diputaciones aragonesas en Jaca para establecer la Comunidad General de Aragón.
  - Perico Fernández gana en Roma el campeonato mundial de boxeo en la categoría de superligeros. José Antonio Labordeta publica el disco Cantar y Callar.

1975

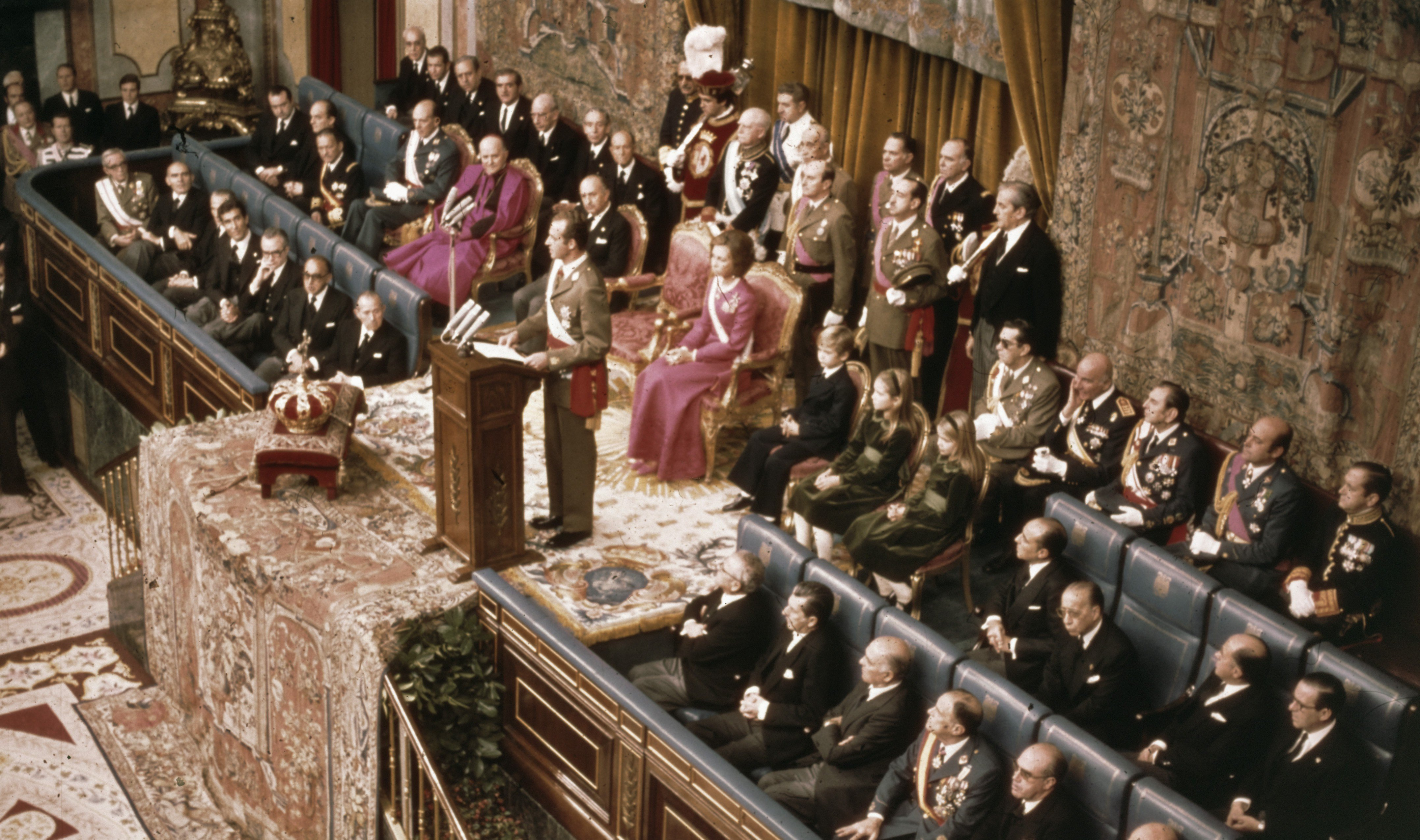

- Se crean el Comité Aragonés de Lucha por la Libertad y se forma la Junta Democrática de Aragón. Fallece Francisco Franco; Juan Carlos I, rey de España. Nacimiento de la Coordinadora Democrática de Aragón, como resultado de la fusión de la Junta Democrática y la Plataforma Democrática.
  - Muere Josemaría Escrivá de Balaguer, fundador del Opus Dei.

1976
- Se constituye el Partido Socialista de Aragón (PSA). Manifestación en Caspe a favor de la autonomía aragonesa. Declaración regionalista en Sos del Rey Católico. Guerra del Maíz.

1977
- Se celebran en España las primeras elecciones generales democráticas. Un agente de policía asesina a Vicente Basanta.
  - Asamblea Constituyente de la Unión de Agricultures y Ganaderos de Aragón (UAGA) en La Puebla de Alfindén. Nacimiento de la Asamblea de la Cultura de Zaragoza.

1978
- Más de cien mil personas se manifiestan en Zaragoza a favor de la autonomía para Aragón. Constitución del Partido Aragonés Regionalista (PAR). Aprobación mediante referéndum de la Constitución española.

1979
- Primeras elecciones municipales democráticas en Aragón. Un incendio en el Hotel Corona de Aragón de Zaragoza provoca la muerte de 78 personas. La DGA invita a todos los aragoneses a pronunciarse a favor la autonomía. El proceso se retrasará en Teruel.
  - Robo de Erik el Belga en la Catedral de Roda de Isábena (Huesca). Nace el Centro Territorial de TVE en Aragón. Fallece atropellada la pianista Pilar Bayona.

#### Los años 80
1980
- Inauguración de la autopista Zaragoza-Bilbao. El PSOE abandona la DGA preautonómica en protesta por la decisión del Gobierno de la UCD de encauzar los procesos autonómicos pendientes a través del artículo 143 de la  Constitución.
  - David López-Zubero, medalla de bronce en los Juegos Olímpicos de Moscú. Francisco Grande Covián, catedrático Extraordinario de la Universidad de Zaragoza.

1981
- Intento de Golpe de Estado (23-F) protagonizado por el teniente coronel Antonio Tejero. Gaspar Castellano sustituye a Juan Antonio Bolea en la presidencia de la DGA preautonómica. Visita oficial de los Reyes de España por Aragón. La policía libera de un secuestro que duró 25 días al futbolista culé Quini en Zaragoza.

1982
- Entra en vigor el Estatuto de Autonomía de Aragón. Inaugurada la fábrica de General Motors en Figueruelas (Zaragoza). Dimisión de Gaspar Castellano tras la celebración de las elecciones generales.
  - Zaragoza, subsede del Mundial de fútbol. El Papa Juan Pablo II visita Zaragoza. Presentación de la Gran Enciclopedia Aragonesa, ya finalizados sus doce tomos.

1983
- Primeras elecciones autonómicas en Aragón, tras las cuales se forman las primeras Cortes de Aragón, en las que el PSOE cuenta con la mitad de los escaños. El socialista Santiago Marraco, primer presidente autonómico.
  - Fallece Luis Buñuel. El CAI Zaragoza gana su primera Copa del Rey de baloncesto.

1984
- El escándalo de las «zonas de sombra» provoca una larga crisis en el gobierno municipal de Zaragoza, que llevó al cese del teniente alcalde Santiago Vallés. Revuelta de los vecinos del barrio del Actur en protesta contra la ubicación de un grupo de viviendas prefabricadas para gitanos. Cesión del Hogar Pignatelli como sede del Gobierno de Aragón. Suspensión de pagos en las minas de Teruel. Creación del Instituto Tecnológico de Aragón.
  - Fernando Arcega y «Epi», medalla de plata en los Juegos Olímpicos de Los Ángeles. Segunda visita del Papa Juan Pablo II a Zaragoza.

1985
- Caravana de mujeres a Plan (Huesca). El Príncipe Felipe se incorpora a la Academia General Militar. Fallece Pablo Serrano.

1986

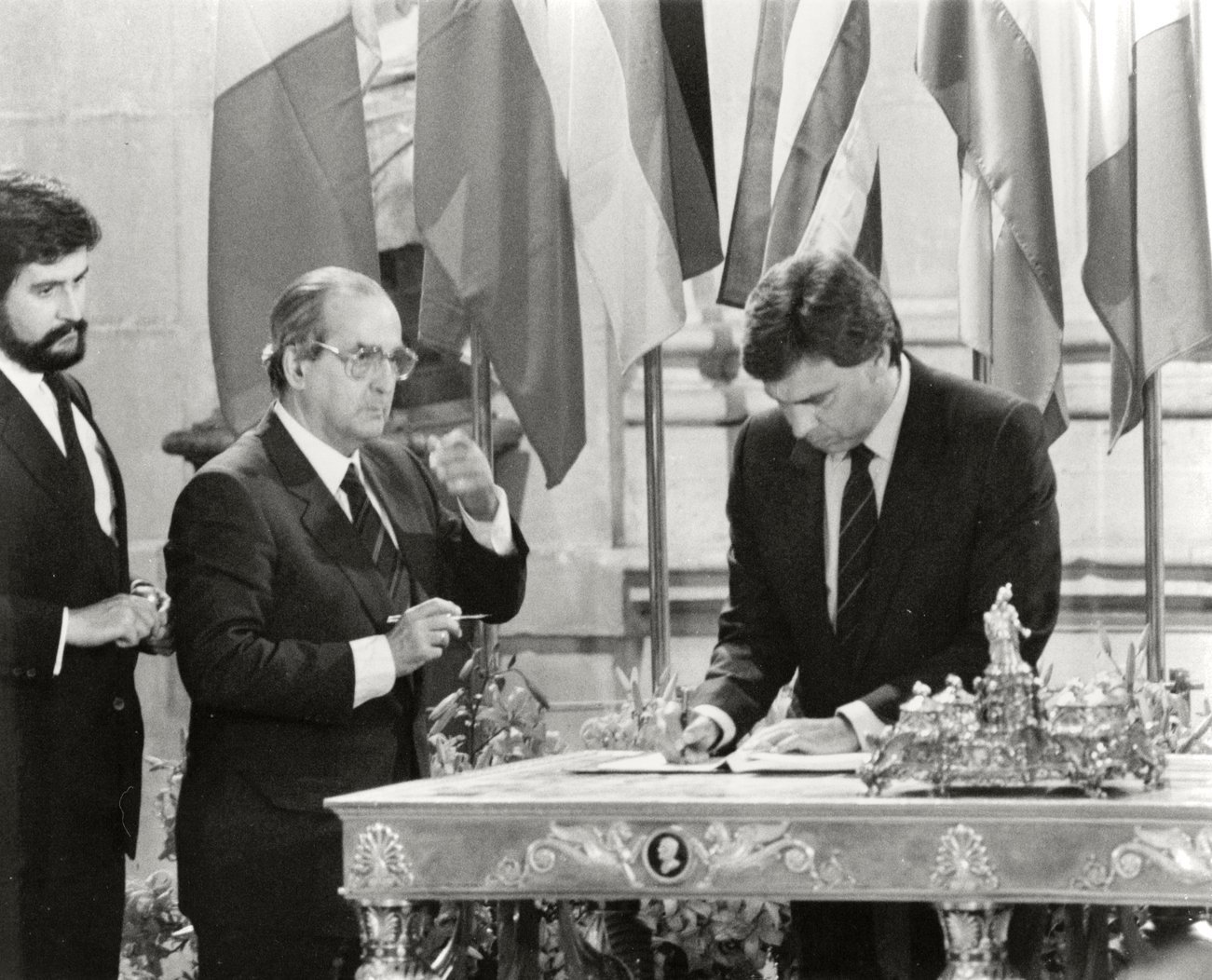
Felipe González firma el Tratado de Adhesión de España a la Comunidad Económica Europea (12 de junio de 1985).

- España ingresa en la Comunidad Económica Europea (CEE). Huelga de autobuses urbanos de Zaragoza que duró seis meses. Fallece Ramón Sainz de Varanda, alcalde de Zaragoza.
  - El Real Zaragoza conquista su tercera Copa del Rey. Los Reyes de España inauguran la nueva Feria de Muestras. La Unesco declara Patrimonio de la Humanidad el conjunto artístico del Mudéjar de la capital turolense.

1987
- Atentado de ETA contra un autobús militar junto a San Juan de los Panetes (Zaragoza) en donde son asesinadas dos personas. Las Cortes de Aragón aprueban la Ley del Banco de Tierras. Elecciones autonómicas: Hipólito Gómez de las Roces (PAR), nuevo presidente de la DGA. Emilio Gastón es elegido como el primer Justicia de Aragón en la etapa democrática. Mueren 11 personas en el atentado perpetrado por la banda terrorista ETA con un coche bomba contra la Casa-Cuartel de la Guardia Civil de la Avenida de Cataluña en Zaragoza.
  - Termina la restauración del Teatro Principal de Zaragoza.

1988
- Ingreso en la Academia General Militar de Zaragoza de las primeras mujeres cadetes. Participación masiva en Aragón como en el resto de España en la huelga general del 14-D.

1989
- El Partido Popular entra a formar parte del Gobierno de Aragón en coalición con el PAR. Las Cortes de Aragón aprueban la ley de Servicio Aragonés de Salud.
  - Se estrena el Himno de Aragón. La zaragozana Soledad Puértolas, Premio Planeta por su novela Queda la noche.

#### Los años 90
1990
- Inauguración de la primera autovía de Aragón (A-2) que une a Zaragoza con Madrid. Un incendio en la discoteca Flying provoca la muerte de 43 personas. Nace El Periódico de Aragón. La organización terrorista GRAPO asesina al doctor José Ramón Muñoz. Una avería en el acelerador lineal del Clínico de Zaragoza causa la muerte de 22 pacientes.
  - Abre sus puertas la Biblioteca Pública de Aragón. Inauguración del pabellón Príncipe Felipe. El equipo de baloncesto Banco Zaragozano, campeonas de la Copa de la Reina. El grupo Héroes del Silencio publica su disco Senderos de traición.

1991

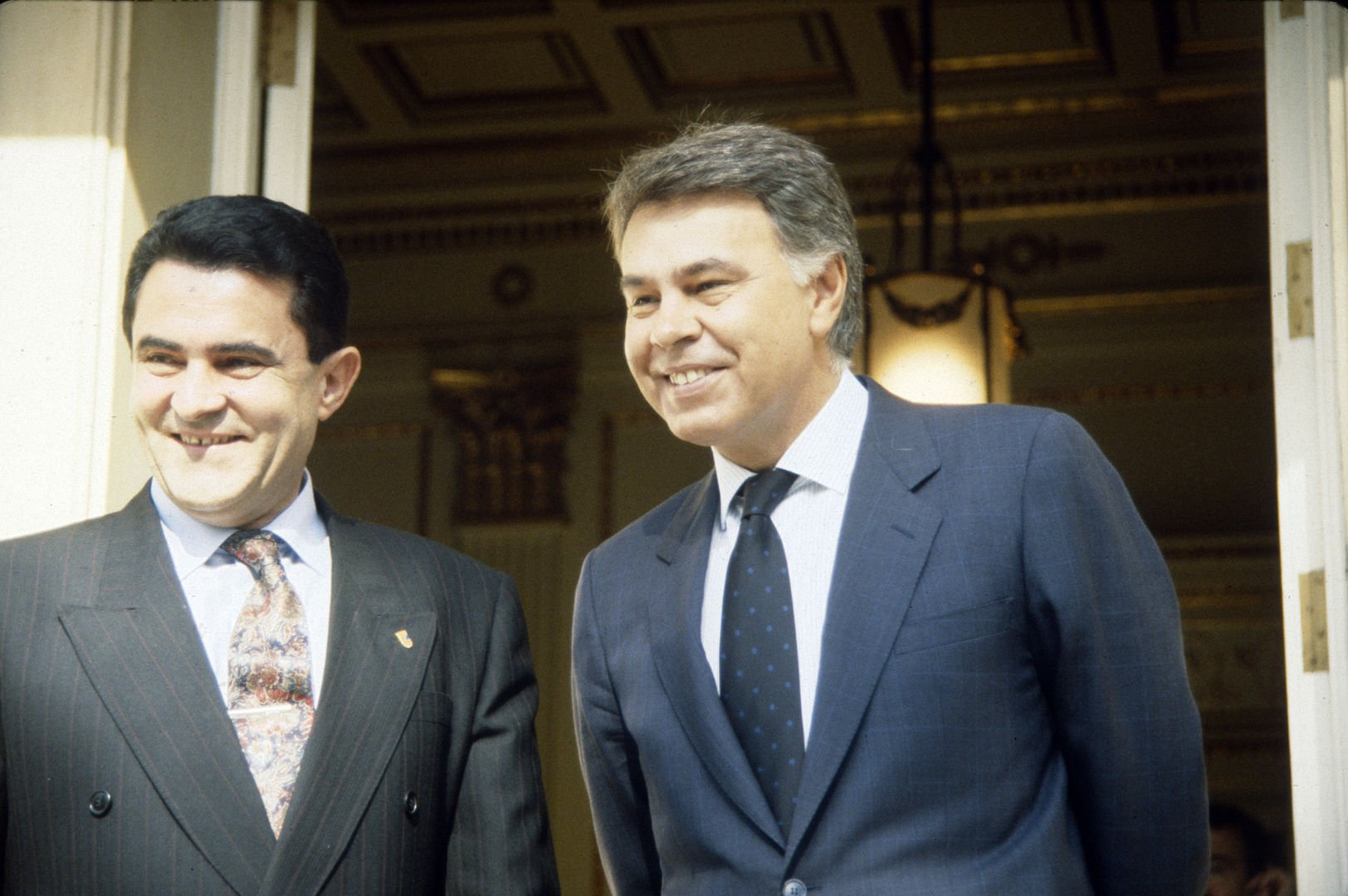

- Emilio Eiroa (PAR), presidente de la DGA gracias a un gobierno de coalición PAR-PP. Por primera vez, una expedición aragonesa conquista el Everest. Inauguración de la reforma de la Plaza del Pilar en Zaragoza. Fernando Lázaro Carreter es elegido Director de la Real Academia Española, cargo que ocupará hasta 1998.
  - Cierra sus puertas El Plata.

1992
- Primera gran manifestación desde 1978 en Zaragoza, a la que acudieron todos los partidos, excepto el PSOE para exigir la autonomía plena. Las fuerzas aéreas de los Estados Unidos abandonan su presencia militar en Zaragoza. Creación de la policía de barrio en Zaragoza.
  - Martín López-Zubero, medalla de oro y Conchita Martínez, medalla de plata en los Juegos Olímpicos de Barcelona.

1993

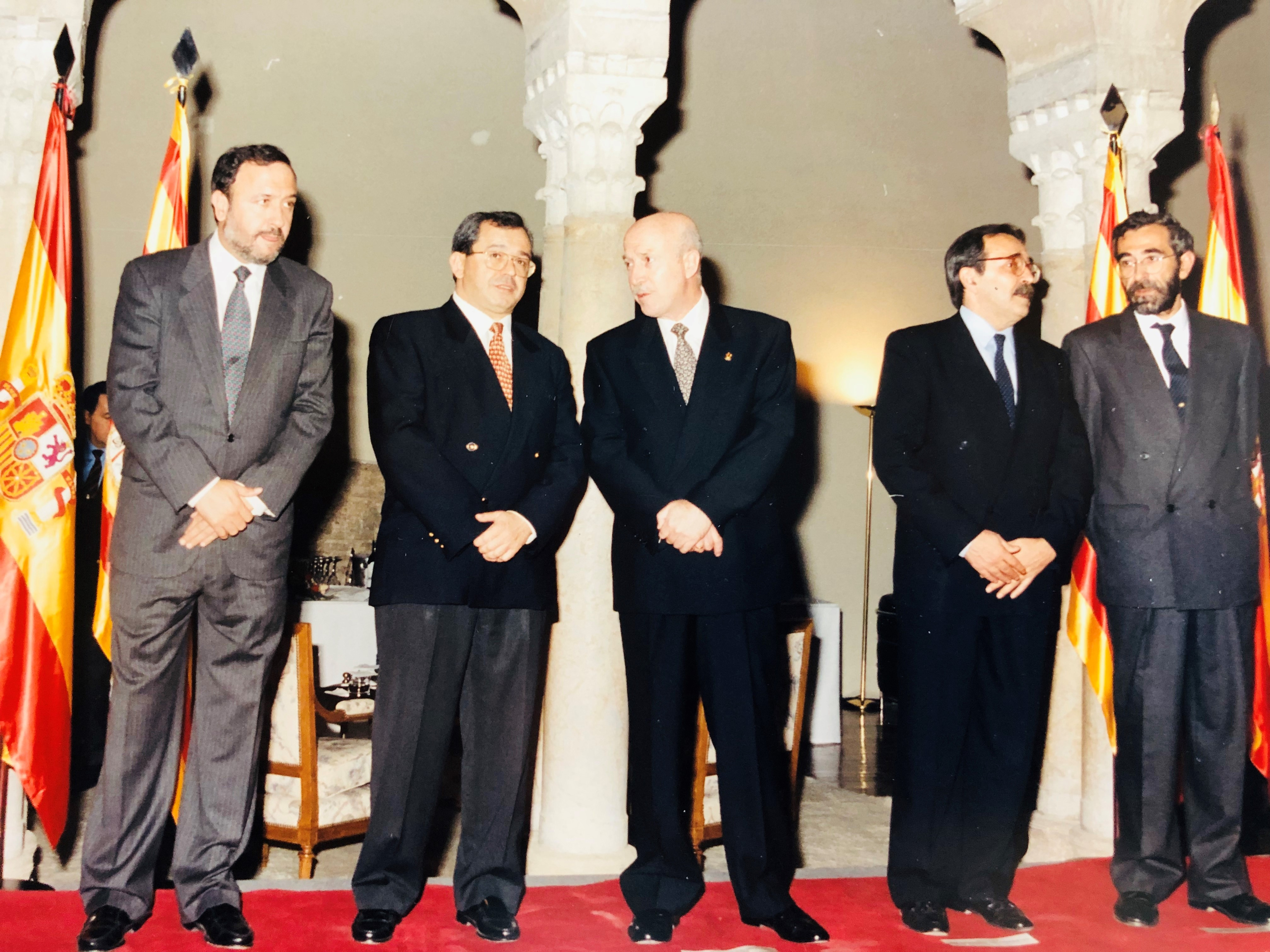
Autoridades aragonesas en 1993: Antonio González Triviño —alcalde de Zaragoza—, Jose Marco —presidente del gobierno de Aragón—, Ángel Cristóbal Montes —presidente de la Cortes de Aragón—

- Manifestación en Zaragoza por la autonomía plena y contra el trasvase. «Caso Gomáriz»: Triunfa la moción de censura contra el gobierno de Emilio Eiroa que le atorga la presidencia al socialista José Marco. Derrumbe del Palacio de los Deportes de Huesca. Implantación en el centro de Zaragoza de los parquímetros. Atentando terrorista del GRAPO en la plaza de las madres de Mayo en Zaragoza. Desaparece el diario El Día de Aragón. El zaragozano Luis Roldán dimite como director de la Guardia Civil.
  - Pilar Valero, campeona de Europa con la selección española de baloncesto.

1994
- 28.000 hectáreas quemadas en el incendio del Maestrazgo. Graves escándalos económicos durante la gestión de González Triviño. El turolense Juan Alberto Belloch nombrado ministro de Justicia e Interior. Se inaugura el Auditorio de Zaragoza. Inauguración del Viaducto de Teruel.
  - Conchita Martínez, primera tenista española en conquistar el torneo de Wimbledon. Inauguración del museo Pablo Serrano. El Real Zaragoza gana su cuarta Copa del Rey. Victoria del Real Zaragoza por 6-3 al FC Barcelona.

1995
- Dimisión del presidente del gobierno de Aragón, José Marco, le sustituye hasta las elecciones del 27 de mayo, Ramón Tejedor. Primera victoria del Partido Popular en las elecciones autonómicas, Santiago Lanzuela, nuevo presidente. Luisa Fernanda Rudi (PP), alcaldesa de Zaragoza. Luis Roldán es capturado en Laos. El GRAPO secuestra a Publio Cordón en Zaragoza. La Audiencia de Zaragoza condena a José Marco, por el «caso del sillón».
  - El Real Zaragoza gana la Recopa de Europa. El Pinturas Lepanto conquista la Liga de fútbol sala. Inauguración del Centro Comercial Augusta en la avenida Navarra 180 (Zaragoza).

1996
- Tragedia en el campamento de Las Nieves de Biescas (Huesca) donde una enorme riada provoca la muerte de 87 personas.
  - Concierto de Michael Jackson en Zaragoza. Se conmemora el 250 aniversario del nacimiento de Francisco de Goya. Fernando Arcega deja el baloncesto. Conchita Martínez, medalla de bronce olímpica en Atlanta. El cine español celebra su Centenario en Zaragoza.

1997
- Más de 200 000 personas se manifiestan en Zaragoza contra el terrorismo de ETA tras el asesinato de Miguel Ángel Blanco. Un autobús choca contra la Puerta del Carmen y está a punto de derribar el monumento.
  - Inauguración del centro comercial Gran Casa, en el barrio del Actur; los actores Arnold Schwarzenegger y George Clooney inauguraron sus salas de cine. El parque Nacional de Ordesa y Monte Perdido declarados Patrimonio de la Humanidad.

1998
- Reapertura de la Catedral de la Seo con la presencia de los Reyes de España. La reina Sofía visita el Aula Dei. Quedan unidas Huesca y Zaragoza en autovía. Fernando García Vicente es nombrado el tercer justicia de Aragón en la etapa democrática. La agencia de valores AVA realiza suspensión de pagos. Manifestación de los vecinos de La Almozara y Las Delicias pidiendo el soterramiento de las vías ferroviarias que separaban ambos barrios zaragozanos.
  - El turolense Joaquín Sanz Gadea, Premio Príncipe de Asturias de la Concordia.

1999
- El socialista Marcelino Iglesias toma posesión como presidente de Aragón con el apoyo del PAR. Nace el movimiento Teruel Existe. Intercepción por la Guardia Civil en Alhama de Aragón y Calatayud de dos furgonetas de la banda terrorista ETA con más de 1700 kilos de explosivos.
  - José Antonio López Bueno, campeón mundial de boxeo en la categoría peso mosca. El ciclista Fernando Escartín tercero en el Tour de Francia.

### SigloXXI

#### Años 2000
2000
- José Antonio Labordeta obtiene el primer escaño en el Congreso de los Diputados para Chunta Aragonesista (CHA). Luisa Fernanda Rudi se convierte en la primera mujer en desempeñar la presidencia del Congreso de los Diputados, José Atarés le sustituye en la alcaldía de Zaragoza. ETA asesina a dos Guardias Civiles en Sallent de Gállego. Más de 400.000 personas se manifestaron en Zaragoza contra el borrador del Plan Hidrológico Nacional (PHN). Creación del Consorcio Pro Expo 2008.
  - Celebración en Calanda del centenario del nacimiento de Luis Buñuel. Fallece Mauricio Aznar.

2001
- La banda terrorista ETA asesina al presidente del Partido Popular de Aragón, Manuel Giménez Abad en Zaragoza. Inauguración del parque de atracciones Dinópolis (Teruel).
  - José Luis Borau, Premio Goya al mejor director por Leo. El turolense David Civera interpreta «Dile que la quiero» en el Festival de Eurovisión quedando en el sexto puesto —la mejor posición de España en todo el siglo XXI hasta el año 2022—. El mudéjar aragonés es declarado Patrimonio de la Humanidad. Fallece el montañero Pepe Garcés. El Real Zaragoza conquista su quinta Copa del Rey.

2002
- Entrada en circulación del Euro como moneda oficial en España. El Ejecutivo de Aragón ejerce las competencias plenas en Sanidad al serles transferidas. Derribado el memorial de la Torre Nueva en Zaragoza. La organización terrorista ETA explosiona un coche bomba en El Corte Inglés de Sagasta (Zaragoza). Finalizan las obras de demolición del paso a nivel del barrio de Las Delicias de Zaragoza. Actualización del Pacto del Agua. Finaliza la reforma del Paseo de la Independencia en la capital maña. Firma del convenio del AVE para la llegada de la Alta Velocidad a la capital aragonesa. Creación del holding empresarial de la nieve Aramón. Nacimiento del Parque Tecnológico Walqa (Huesca).
  - Amaral recibe el disco de platino por Estrella del mar.

2003
- Gran crecida del Ebro (la más alta desde 1961). Miles de personas se manifiestan en las tres capitales de Provincias aragonesas en contra de la guerra de Irak y del apoyo de esta del gobierno de Aznar. Reelección de Marcelino Iglesias como presidente de la DGA. El socialista Juan Alberto Belloch, alcalde de Zaragoza; Lucía Gómez, alcaldesa de Teruel. Se produce la llegada del AVE a la capital de Aragón, que cuenta desde ese año con la nueva estación Zaragoza-Delicias. Cierre de la cárcel de Torrero. Se abre al tráfico el túnel de Somport. Empieza a abrirse la plataforma logística de Pla-Za (Zaragoza).
  - Concierto de los Rolling Stones en la Feria de Muestras de Zaragoza. Eliseo Martín, medalla de bronce en la prueba de 3000 metros obstáculos en el Mundial de Atletismo de París. Fallece en la localidad alemana de Breitbrunn, el artista zaragozano Víctor Mira. El zaragozano Pedro Oliva, ganador de la cuarta edición del programa televisivo Gran Hermano.

2004

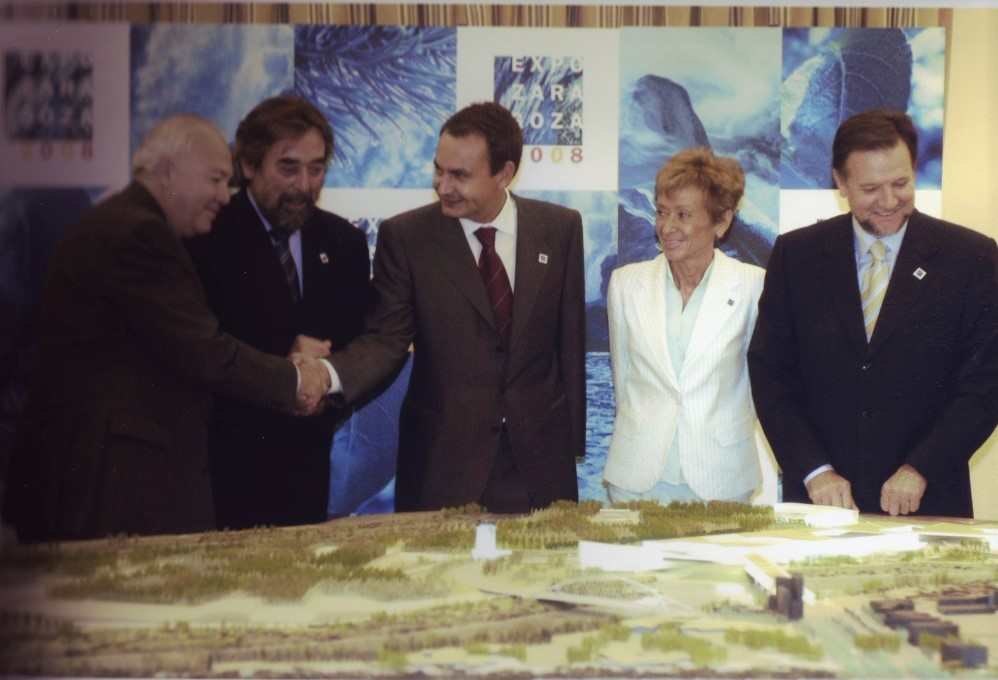
El 16 de diciembre de 2004, la ciudad de Zaragoza fue elegida en París como sede de la Exposición Internacional del año 2008.

- Se celebran en las tres capitales de Provincia manifestaciones multitudinarias en contra de los atentados terroristas del 11-M en Madrid. Derogación del Plan Hidrológico Nacional (PHN). Visita del presidente de Francia, Jacques Chirac a Zaragoza. Zaragoza es designada como la ciudad que acogerá la Exposición internacional del año 2008.
  - El Real Zaragoza conquista la Copa del Rey y la Supercopa de España. Fallecen Fernando Lázaro Carreter y Pepe Carrol. Conchita Martínez, medalla de plata olímpica en Atenas. Rodaje en el castillo de Loarre de la película El Reino de los Cielos de Ridley Scott. Cierra el restaurante Savoy, ubicado en el Coso de Zaragoza. Concierto de Metallica en Zaragoza.

2005
- Gran nevada en Zaragoza. Visita del Canciller de Alemania, Gerhard Schröder a Zaragoza. La ONU elige a Zaragoza como sede de su secretaria para la década del agua de 2005-2015. Atentado de la banda terrorista ETA con dos lanzagranadas contra el aeropuerto de Zaragoza. Colocación de la primera piedra de la Expo 2008.

2006
- Fluvi es elegida como mascota de la Expo 2008. La organización terrorista GRAPO asesina a la empresaria Ana Isabel Herrero —último atentado terrorista en Aragón—. Aragón Televisión el canal autonómico inicia sus emisiones. Fallece Antonio Beltrán Martínez. Retirada la estatua de Franco en la Academia General Militar de Zaragoza.
  - El Real Zaragoza gana por 6-1 al Real Madrid. Agapito Iglesias se convierte en el máximo accionista del Real Zaragoza. La selección aragonesa de fútbol disputa su primer partido internacional contra Chile, a la que venció por 1-0.

2007
- Se conforma el Patronato del Archivo de la Corona de Aragón. Crimen de Fago. Entrada en vigor del Estatuto de Autonomía de Aragón tras su reforma global. Reelecciones de Marcelino Iglesias (en el que sería su tercer mandato) y Juan Alberto Belloch. Francisco Pina, único presidente de las Cortes de Aragón que repite en el cargo. Fallece el turiasonense, Gabriel Cisneros uno de los «Padres de la Constitución». Inauguración del Aeropuerto Huesca-Pirineos. Presentación del polémico proyecto Gran Scala.
  - Héroes del Silencio ofrecen dos conciertos en La Romareda (Zaragoza).

2008
- Manuel Pizarro se convierte en el número dos de la lista del Partido Popular en Madrid para las elecciones generales. Ampliación de la línea de AVE Madrid-Zaragoza hasta Barcelona. Inaugurado el World Trade Center Zaragoza en el barrio del Actur. Inauguraciones del Cercanías Zaragoza, el puente del Tercer Milenio, primera fase del corredor verde Oliver-Valdefierro, del Parque del Agua, de los parques lineales de las riberas del Ebro, y de la nueva terminal del aeropuerto de Zaragoza. Implantación en Zaragoza del servicio público de alquiler de bicicletas: BiZi. Terminación de las obras del Tercer y Cuarto Cinturón de circunvalación de Zaragoza. Celebración desde el 14 de junio hasta el 14 de septiembre de la Exposición Internacional de Zaragoza, bajo el lema «Agua y Desarrollo Sostenible». Apertura del último tramo de la autovía Mudéjar que une a las tres capitales de Provincia. Primera autopista de la DGA ARA-A1. Zaragoza es elegida para ser sede de Expo Paisajes 2014, de carácter internacional. Aragón sufre los efectos (como en el resto de España) de una grave crisis económica, financiera e inmobiliaria.
  - Conmemoración del Bicentenario de los Sitios de Zaragoza. Reabre El Plata. 58 años después, la Sociedad Deportiva Huesca asciende a la Segunda División. Apertura del centro comercial Plaza Imperial en Zaragoza.

2009
- Distintas imputaciones por la operación Molinos anticorrupción en La Muela. Sentencia eclesiástica que ordena la devolución de los Bienes de Aragón Oriental. Aragón es perjudicada en la reforma de la financiación autonómica. Visita del secretario de Transportes estadounidense, Ray LaHood a Zaragoza. Aprobación de la polémica Ley de Lenguas de Aragón.
  - Concierto de Madonna en Zaragoza. Reloj solar Multicaja. Inaugurado el circuito de velocidad de MotorLand Aragón en Alcañiz (Teruel).

#### Años 2010
2010

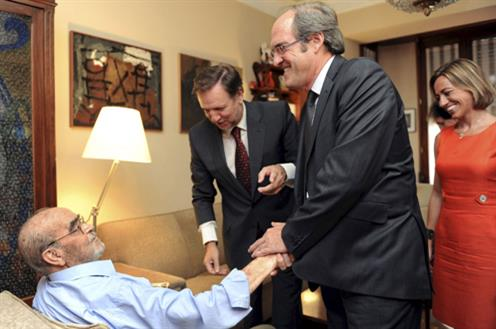
Trece días antes de su fallecimiento, José Antonio Labordeta recibió de manos de Ángel Gabilondo la Orden Civil de Alfonso X el Sabio.

- Conmoción en Aragón por el fallecimiento de José Antonio Labordeta. Fernando Elboj renuncia a la alcaldía de Huesca tras regir la ciudad desde 1999. Le releva en su cargo el también socialista Luis Felipe.
  - Álvaro Arbeloa, campeón del Mundial de fútbol con la selección española. Celebración del Gran Premio de Aragón de Motociclismo en el circuito de MotorLand (Alcañiz).

2011
- Luisa Fernanda Rudi (PP), primera mujer en ser elegida presidenta del Gobierno de Aragón. Belloch se mantiene en la alcaldía gracias al apoyo de CHA e IU. Ana Alós y Manuel Blasco (Partido Popular), alcaldes de Huesca y Teruel, respectivamente. Zaragoza renuncia a ser sede de Expo Paisajes 2014. Se superan las 100.000 personas desempleadas en Aragón. Multicaja y Cajalón anuncian su marca comercial conjunta, Bantierra.
  - Abre sus puertas el nuevo Museo Pablo Serrano en Zaragoza. El Club Voleibol Teruel conquista su primer doblete (Liga y Copa).

2012

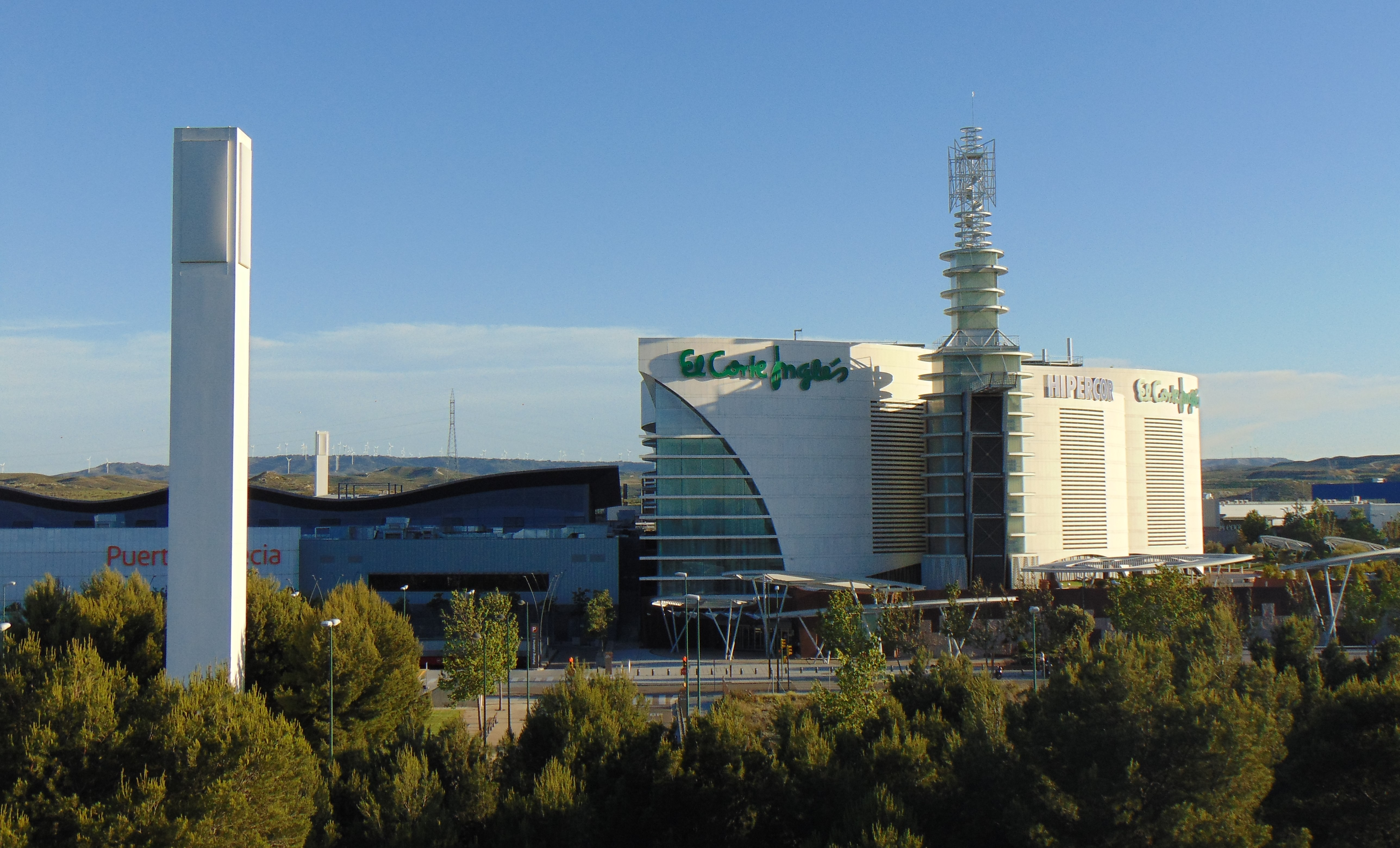

- Inauguración con la presencia de los Príncipes de Asturias de la catedral de Tarazona. Abre sus puertas la estación Goya en Zaragoza. Inauguración del centro comercial Puerto Venecia en Zaragoza.
  - Andrea Blas, medalla de plata en los Juegos Olímpicos. Teresa Perales suma 22 medallas paralímpicas en su palmarés. La restauración del Ecce Homo de Borja se convierte en una noticia a nivel mundial.

2013
- Puesta en funcionamiento de la línea 1 del Tranvía de Zaragoza. Desbordamiento del río Ésera, en Benasque. Ibercaja Banco integra a Caja3 con una ampliación de capital y rehace su directiva. Fallecen Emilio Eiroa y José Atarés. Se hace público el «Caso Plaza» de corrupción. Una bomba de escasa potencia estalla en la Basílica del Pilar causando daños materiales. El restaurante El Batán (Teruel) logra una estrella Michelín.
  - Cristina Ouviña, campeona de Europa; Andrea Blas del mundo. Carlos Pauner, primer aragonés y cuarto español en completar los «14 ochomiles» del Planeta. Zaragoza, subsede del Mundial de Balonmano.

2014

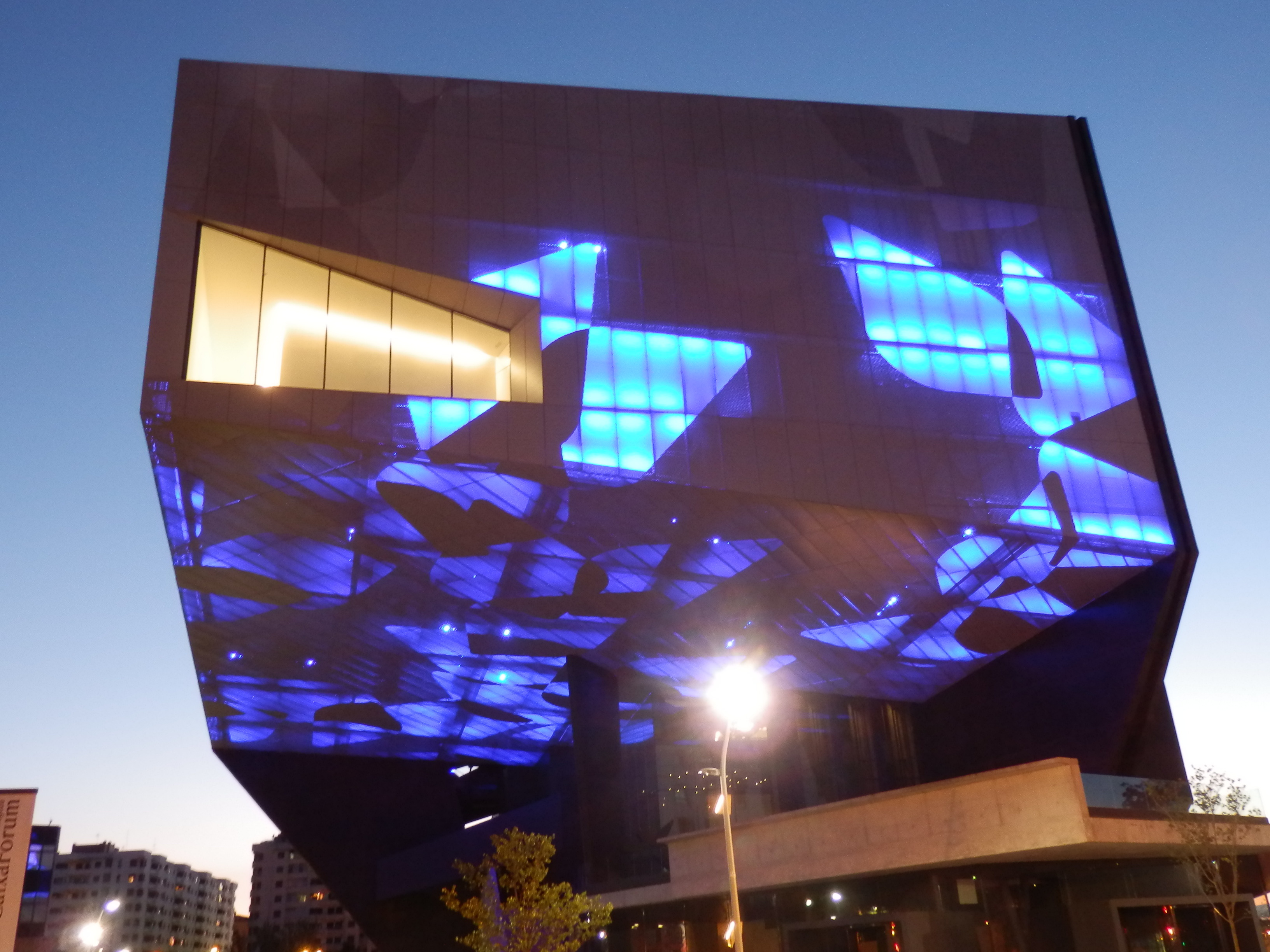
Edificio CaixaForum en Zaragoza.

- Las Cortes Generales proclaman a Felipe VI, rey de España. Las elecciones al Parlamento europeo rompen el bipartidismo en España. Aragón incumple el objetivo de déficit fijado para el año 2013. Línea de AVE Zaragoza-Marsella. La Fundación Zaragoza 2032 se hace cargo del paquete accionarial del Real Zaragoza poniendo fin a la era de Agapito Iglesias.
  - Abre sus puertas el CaixaForum en Zaragoza. Andrea Blas, campeona de Europa. Fallecen Manuel Pertegaz y José Luis Abós.

2015

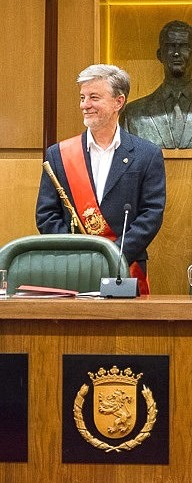
Pedro Santisteve, alcalde de Zaragoza (2015-2019).

- Javier Lambán (PSOE), noveno presidente de Aragón desde la instauración de la democracia. Pedro Santisteve (Zaragoza en Común), alcalde de Zaragoza con el apoyo del PSOE y CHA. Luis Felipe (PSOE), vuelve a la alcaldía de Huesca con el apoyo de Cambiar Huesca y Aragón Sí Puede. Manuel Blasco (PP) reelegido como alcalde de Teruel. Fallecen seis personas en un trágico accidente en Pirotecnia Zaragozana.
  - Los actores de la serie Juego de Tronos: Emilia Clarke, Iain Glen y Michiel Huisman visitan Teruel.

2016
- Emma Buj (Partido Popular), alcaldesa de Teruel. La Generalidad de Cataluña devuelve 51 de las 97 piezas de los bienes aragoneses al Monasterio de Sigena (Huesca). Violeta Barba (Podemos) primera mujer en presidir las Cortes de Aragón. Fallece a la edad de 101 años el cantador de jotas, José Iranzo «Pastor de Andorra». Rubielos de Mora es elegido el pueblo más bonito de España tras ganar una votación popular.
  - Luisa Gavasa, Premio Goya a la mejor interpretación femenina de reparto. Fallece por graves problemas de salud Perico Fernández.

2017
- Multitudinaria manifestación en Teruel a favor de la modernización de su línea de ferrocarril. Asesinada una vecina de Zaragoza en un atentado yihadista en Cambrils (Tarragona). Trasladadas por decisión judicial del Museo de Lérida de las 44 obras restantes al Monasterio de Sigena. Dos Guardias Civiles y el nieto del «Pastor de Andorra» son asesinados por Norbert Feher —un exmilitar serbio— en Andorra.
  - Fallecen el pintor José Beulas y el arquitecto Juan José Arenas. El turolense Javier Sierra ganador del Premio Planeta por su novela El fuego invisible. Retirada de los escenarios de la vedete Lita Claver «La Maña».

2018

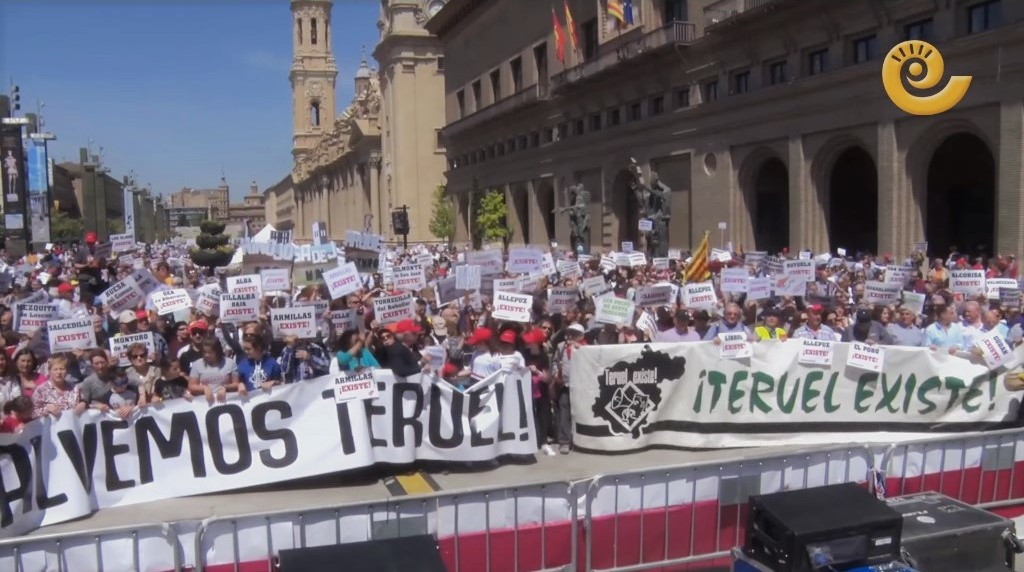

- El zaragozano Román Escolano es nombrado ministro de Economía. Ángel Dolado es elegido el cuarto Justicia de Aragón en la etapa democrática. Donald Trump Jr. —hijo del presidente estadounidense—  visita la comarca del Matarraña (Teruel). Treinta años después, regresan al panteón del monasterio de San Juan de la Peña tras su reinhumación el Linaje Real de Aragón. El aragonés Félix Azón, director general de la Guardia Civil. Endesa inicia el trámite para cerrar la central térmica de Andorra en el año 2020. Fallecen Emilio Gastón, primer Justicia de Aragón en la etapa democrática y Elías Yanes, arzobispo emérito de Zaragoza.
  - Por primera vez en su historia, la SD Huesca asciende a la Primera División. Jesús Vallejo, segundo futbolista aragonés campeón de la Copa de Europa. Cristina Ouviña, medalla de bronce con la selección española de baloncesto en el Mundial. Salma Paralluelo, campeona del mundo con la selección española de fútbol sub-17.

2019
- Reelección de Javier Lambán como presidente de Aragón, el cual formará gobierno con cuatro fuerzas políticas. Jorge Azcón (Partido Popular), alcalde de Zaragoza. Reeleciones de Luis Felipe (PSOE) y Emma Buj (PP), como alcaldes de Huesca y Teruel. La Iglesia de Santa María Magdalena de Zaragoza reabre sus puertas tras haber sido restaurada durante 17 años. Manifestación La revuelta de la España vaciada en Madrid convocada por Teruel Existe y Soria Ya. Dimisión del presidente de la SD Huesca, Agustín Lasaosa tras su detención y puesta en libertad por una trama de amaños de partidos. El Puerto de Monrepós se reabre como autovía. Teruel Existe logra un escaño en el Congreso de los Diputados.
  - Celebración en el Palacio de Congresos de Zaragoza de la XXIV y de la XXIII edición (año 2018) de los Premios Forqué. Isabel Peña, Premio Goya al mejor guion original. Irene Samper, campeona de Europa con la selección española de fútbol-sala. JJ Arcega-Whiteside, primer español seleccionado en el draft de la NFL. Cristina Ouviña, campeona de Europa con la selección española de baloncesto. El Real Zaragoza ficha al jugador japonés Shinji Kagawa. Manuel Vilas, finalista del Premio Planeta.

#### Años 2020
2020
- Aragón, como el resto del país y del planeta, sufre la pandemia de la COVID-19, en la que perdieron la vida más de 3000 aragoneses (a 1 de febrero de 2021). La población española permanece en cuarentena en sus hogares durante días tras la declaración del gobierno de la nación del estado de alarma. Luto nacional de 10 días (el más largo en democracia) por la víctimas de la pandemia. Fallecen víctimas de coronavirus, el expresidente de Aragón, Santiago Lanzuela y el cantautor, Joaquín Carbonell. Dimisión de la consejera de Sanidad, Pilar Ventura por una polémica declaración. El zaragozano Fernando Simón, encargado de trasladar a la opinión pública nacional las novedades sobre la crisis sanitaria. Suspendidas las fiestas del Ángel de Teruel, las de San Lorenzo de Huesca y las fiestas del Pilar de Zaragoza. Durante más de un mes y tres semanas: Ejea de los Caballeros y Andorra son confinadas. Zaragoza, Huesca y Teruel son confinadas perimetralmente y pasan a nivel de alerta 3. El gobierno de la nación vuelva a declarar el estado de alarma y decreta un toque de queda nacional de 23:00 horas a las 06:00 horas. Reapertura del Mercado Central de Zaragoza tras unas obras de rehabilitación de dos años. El Tribunal Supremo anula el proyecto del embalse de Biscarrués. Abre sus puertas al público Torre Outlet.
  - Las zaragozanas Nata Moreno y Carla Pérez de Albéniz, Premios Goya en las categorías de documental y producción, respectivamente. Una temporada después, la SD Huesca asciende a Primera, ganando el primer título de su historia, la Liga de Segunda División.

2021

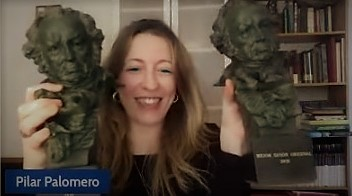
Pilar Palomero, la gran triunfadora de la XXXV edición de los Premios Goya.

- Fallecen Juan Antonio Bolea —primer presidente de la Diputación General de Aragón— y Antón García Abril —compositor y músico—. Apertura del tramo entre Figueruelas y Gallur de la autovía A-68. Pilar Alegría, primera aragonesa ministra. Gratuidad de la autopista AP-2 entre Alfajarín y Fraga.
  - La película Las niñas de Pilar Palomero, gran triunfadora de la XXXV edición de los Goya, con cuatro premios: Mejor película, mejor dirección novel, mejor guion original y mejor dirección de fotografía. Mapi León, primera futbolista aragonesa en alzar la Copa de Europa. Teresa Perales, Premio Princesa de Asturias de los Deportes. Jesús Vallejo, medalla de plata en los Juegos Olímpicos.

2022
- Se derrumba la columna de la Fuente del Torico en Teruel. Celebración del Festival Vive Latino en Zaragoza. Fallecen Eloy Fernández Clemente, Luis Roldán y Francisco Bono.
  - Fallecen el actor zaragozano, Juan Antonio Quintana, el exfutbolista zaragozano, José Luis Violeta y la exjugadora de baloncesto, Pilar Valero. Irene Samper y María Sanz, campeonas de Europa con la selección española de fútbol sala. Salma Paralluelo, campeona del mundo con la selección española de fútbol sub-20. Jaime Pradilla, campeón del Eurobasket con la selección española de baloncesto. Luz Gabás, ganadora del Premio Planeta por su obra Lejos de Lousiana.

2023
- Por primera en la historia, la tres capitales de Provincias son regidas por mujeres: Natalia Chueca —Zaragoza—, Lorena Orduna —Huesca— y Emma Buj —Teruel—. La Princesa Leonor se incorpora a la Academia General Militar de Zaragoza. Fallecen Carlos Saura y Fernando Elboj. Un caza F-18 se estrelló en la base aérea de Zaragoza. Una tromba de agua y granizo convierte al Tercer Cinturón a la altura del zaragozano barrio de Parque Venecia en un río de agua y lodo (6 de julio).
  - Manuel Vilas, premio Nadal por su novela Nosotros. Labordeta, un hombre sin más, Goya Mejor película documental. Irene Samper —por tercera vez— y María Sanz —por segunda vez— campeonas de Europa con la selección española de fútbol sala. Fallece la actriz zaragozana, Laura Gómez-Lacueva. El Casademont Zaragoza conquista la Copa de la Reina. Alberto Zapater se despide del Real Zaragoza como el tercer futbolista que más vistió la elástica blanquilla. Salma Paralluelo y Mapi León, campeonas de Europa con el FC Barcelona.

2024

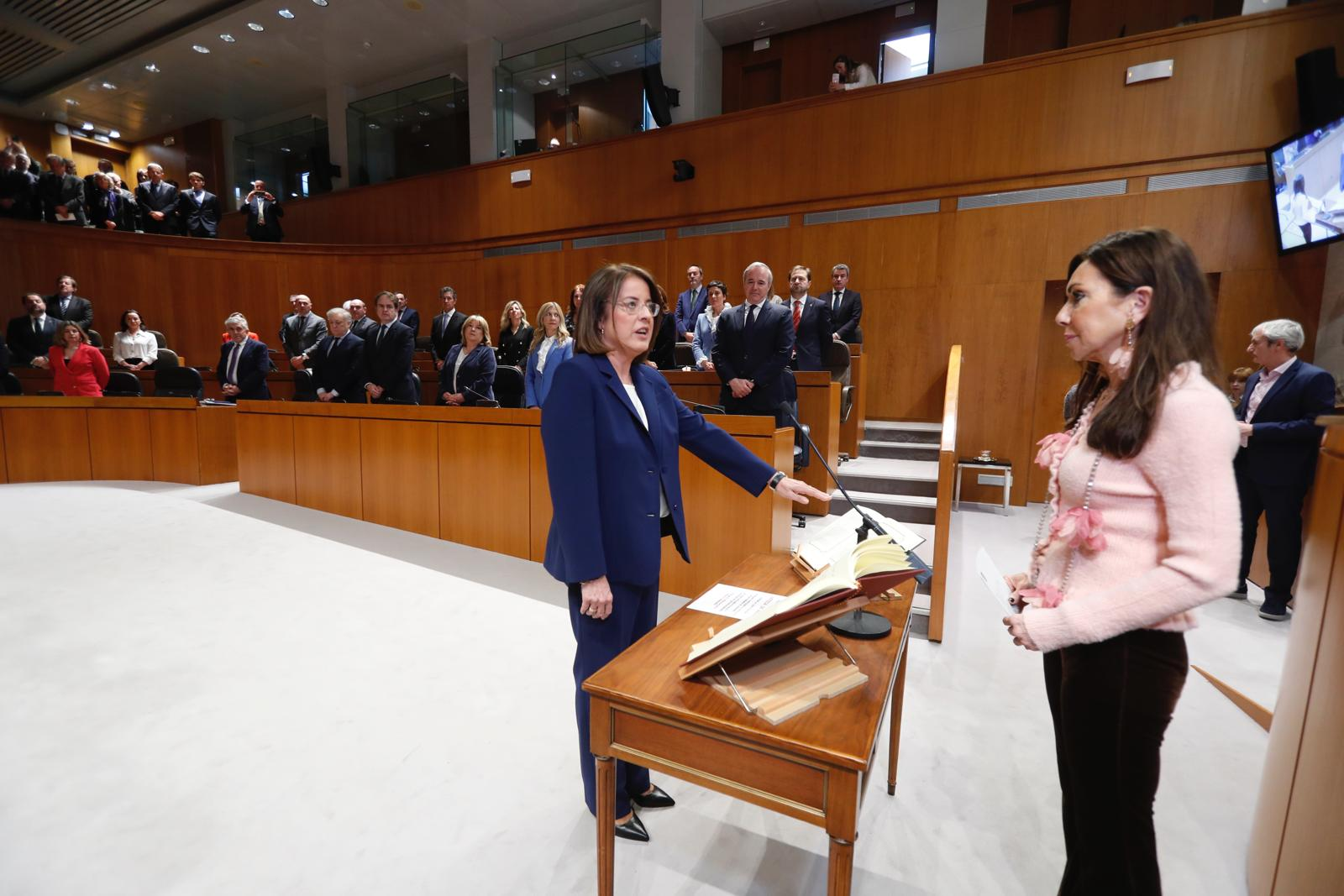
Concepción Gimeno toma posesión como Justicia de Aragón en el Palacio de la Aljafería.

- Concepción Gimeno, primera mujer en ejercer el cargo de Justicia de Aragón. Visitas del alcalde de Miami, Francis X. Suarez y del ex-presidente del Ecuador, Rafael Correa a Zaragoza. Fallecen diez personas en un trágico incendio en una residencia de Villafranca de Ebro (Zaragoza).
  - Fallecen César Alierta y Carmen Valero. La zaragozana Naiara Moreno, ganadora del programa Operación Triunfo. Zaragoza es elegida por la RFEF, una de las sedes del Mundial 2030. Apertura de Costco en Zaragoza.

2025
- Fallece Carlos Miret. Aragón sufre como el resto de España y Portugal un apagón eléctrico. Rosa Bolea, primera mujer rectora de la Universidad de Zaragoza. Conmoción nacional por la muerte del agricultor zaragozano, David Lafoz Gimeno.
  - El actor estadounidense, Villaspesa (Teruel) Euroliga Femenina 2024-25